# Aleksandr Dmitrievič Michajlov
Aleksandr Dmitrievič Michajlov (in russo  Алекcандр Дмитриeвич Михайлов? e in ucraino  Олександр Дмитрович Михайлов?; Putivl', 29 gennaio 1855 – San Pietroburgo, 30 marzo 1884) è stato un rivoluzionario russo, esponente di spicco del movimento Zemlja i Volja e, dopo la scissione, membro del Comitato esecutivo di Narodnaja volja. I compagni lo soprannominarono «Dvornik», il «Guardiano», per il non comune talento organizzativo e la ferrea gestione della rete cospirativa. Ciò nonostante, sul finire del 1880, fu arrestato a seguito di una sua leggerezza dettata da un sentimento profondo di amicizia. Condannato a morte e poi graziato, morì nel rivellino di Aleksej, facente parte della fortezza di Pietro e Paolo, dopo due anni di totale isolamento.

## Biografia
(Appunti autobiografici in Korba-Figner, pp. 40-41)

### Infanzia e formazione
Aleksandr Michajlov, nato il 17 (29) gennaio del 1855 a Putivl', città a nord-est dell'Ucraina, era il primogenito di Dmitrij Michajlovič Michajlov, figlio illegittimo di una nobile proprietaria terriera del governatorato di Kursk, che aveva avuto una relazione con un lavorante del suo fondo, ex soldato, e di Klavdija Osipovna Verbickaja. I suoi primi anni di vita, nonostante le scarse risorse economiche della famiglia (il padre, agrimensore, percepiva un salario di duecento rubli-argento), trascorsero sereni. «Fin dai miei primi giorni — scrive Aleksandr — brillò su di me una stella felice. La mia infanzia fu una delle più felici che possano capitare a un uomo. Non posso paragonarla che a una luminosa aurora di primavera che non conosce né tempeste, né maltempo, e quasi non vede giorni nuvolosi. A tale riguardo, in una lettera dal carcere ai genitori, datata 29 gennaio (10 febbraio) 1881, Michajlov dichiara:
(Lettera ai genitori del 29 gennaio (10 febbraio) 1881, in Michajlov, p. 143.)

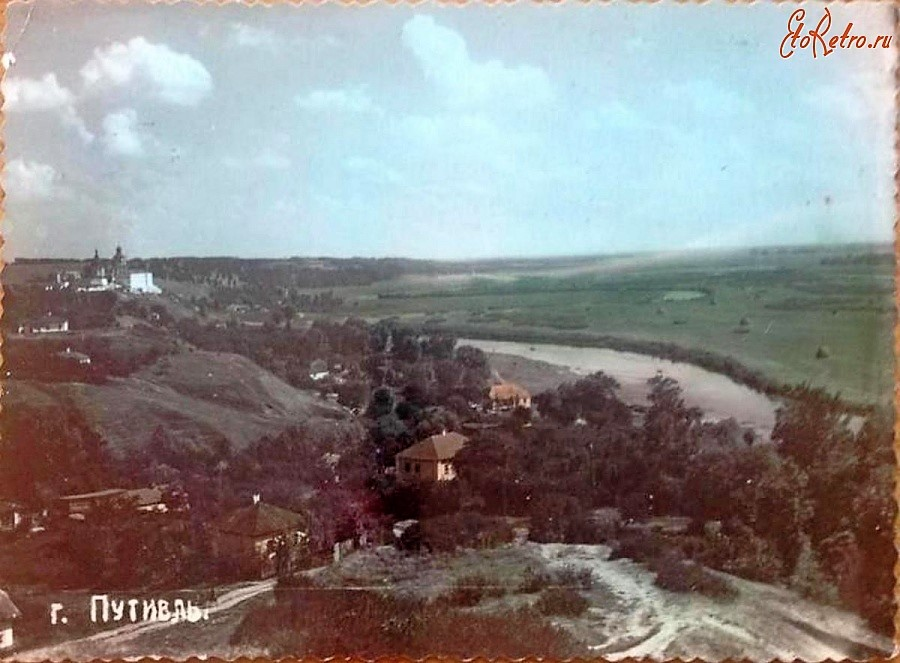
Veduta di Putivl' ai primi del XX secolo

Il suo primo istitutore viveva in casa di Aleksandr Barannikov. I due, amici fin dall'infanzia, studiarono insieme, avendo le rispettive famiglie, le cui proprietà erano confinanti, stabilito ottimi rapporti di vicinato. Da questo mondo bucolico e gentile Michajlov fu sradicato undicenne per frequentare la seconda classe al ginnasio di Novhorod-Sivers'kyj, mentre Barannikov fu inviato a Orël, presso la scuola militare. Ciò nonostante i due ragazzi non si persero mai di vista e continuarono a incontrarsi durante le vacanze estive. L'ingresso al ginnasio era subordinato al superamento d'una serie di esami d'ammissione da darsi a Kiev e, per addolcire l'impatto con la nuova realtà, la prima fuori dalle mura domestiche, la zia materna, Anastasija Osipovna Verbickaja, che abitava in casa della sorella e aveva contribuito non poco a creare quel clima di quiete familiare in cui il nipote era cresciuto, aveva deciso di accompagnarlo. A dicembre del 1866 ebbe inizio l'esperienza ginnasiale, di cui Michajlov avrebbe sempre conservato un pessimo ricordo.

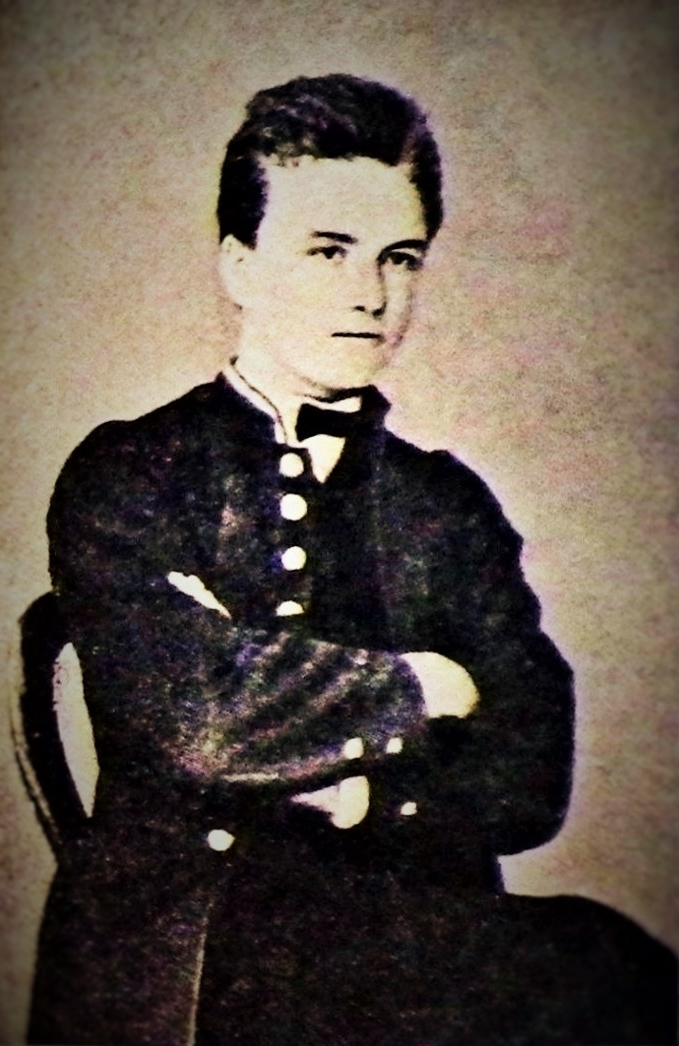
Aleksandr Michajlov ginnasiale

Il preside del liceo di Novhorod-Sivers'kyj, Pavel F. Freze, essendo un alcolizzato, non era nelle condizioni migliori per esercitare la sua professione, di modo che il vero direttore dell'istituto era l'ispettore scolastico German E. Francen, un uomo corrotto che sfruttava qualsiasi occasione gli si presentasse per fare guadagni supplementari. Il personale docente non era migliore di lui. Un esempio è Pavel Petrovič Bezmenov, professore di storia e geografia, che aveva la discutibile abitudine di chiedere denaro in prestito alle famiglie dei suoi allievi e di minacciare ritorsioni sui ragazzi in caso di rifiuto (curiosamente, Bezmenov, qualche anno dopo, sposerà Kleopatra Dmitrievna, la sorella di Michajlov, e abbraccerà ideali più liberali).
Nelle prime quattro classi Aleksandr si applicò con estrema indolenza, anche perché i docenti cambiavano spesso e quindi mancava quella che con espressione moderna è detta "continuità didattica". Poi iniziò a leggere le opere di Puškin, Lermontov, Tolstoj, Gogol' e Turgenev, e il suo intelletto ne trasse grande giovamento. Studiava con piacere e senza fatica la matematica, la storia, la fisica e la geografia, non così le lingue antiche, soprattutto il latino. Giudicando il programma scolastico troppo lacunoso sul versante delle scienze, specie dopo la riforma classicista del 1871 attuata dal ministro dell'Istruzione, conte Dmitrij Tolstoj (1828-1889), e perciò incapace di formare una personalità compiuta, in grado di pianificare consapevolmente il proprio futuro, decise con alcuni amici di allestire una biblioteca illegale. Quella che era a disposizione degli studenti conteneva solo libri per l'infanzia e classici, come disposto dal ministero dell'Istruzione, ma, grazie agli sforzi di Aleksandr e dei suoi compagni, furono messi assieme circa centocinquanta volumi che coprivano tutte le branche delle scienze. In meno di due anni, la possibilità di accedere a buoni testi agì da forte stimolo educativo e distolse i ragazzi da altri futili, nocivi passatempi, quali l'alcool e il gioco d'azzardo, che avevano provocato l'espulsione di diversi studenti per condotta vergognosa. Da lì venne l'idea di diffondere presso il popolo, in città e nei villaggi, le conoscenze racchiuse in quei libri che tanto avevano contribuito alla crescita delle loro giovani menti, e fecero un gran numero di copie manoscritte delle pagine migliori per farle distribuire. La pur modesta attività fu duramente repressa dalla polizia. Alcuni compagni di Michajlov furono deportati in Siberia — uno fu persino condannato a due anni di carcere — e lui stesso sfuggì alla retata per puro caso.
Nella primavera del 1875, alla vigilia dell'esame finale per il diploma, cambiarono le regole interne al liceo e fu introdotta una prova scritta di latino che richiedeva una conoscenza approfondita della lingua. Michajlov, che aveva già risolto di proseguire gli studi in un istituto tecnico dove la padronanza del latino era superflua, ritenne non valesse la pena affannarsi tanto su quella materia indigesta e nel mese di aprile si fece trasferire dal padre al liceo di Nemyriv, che non prevedeva esami nelle lingue classiche.

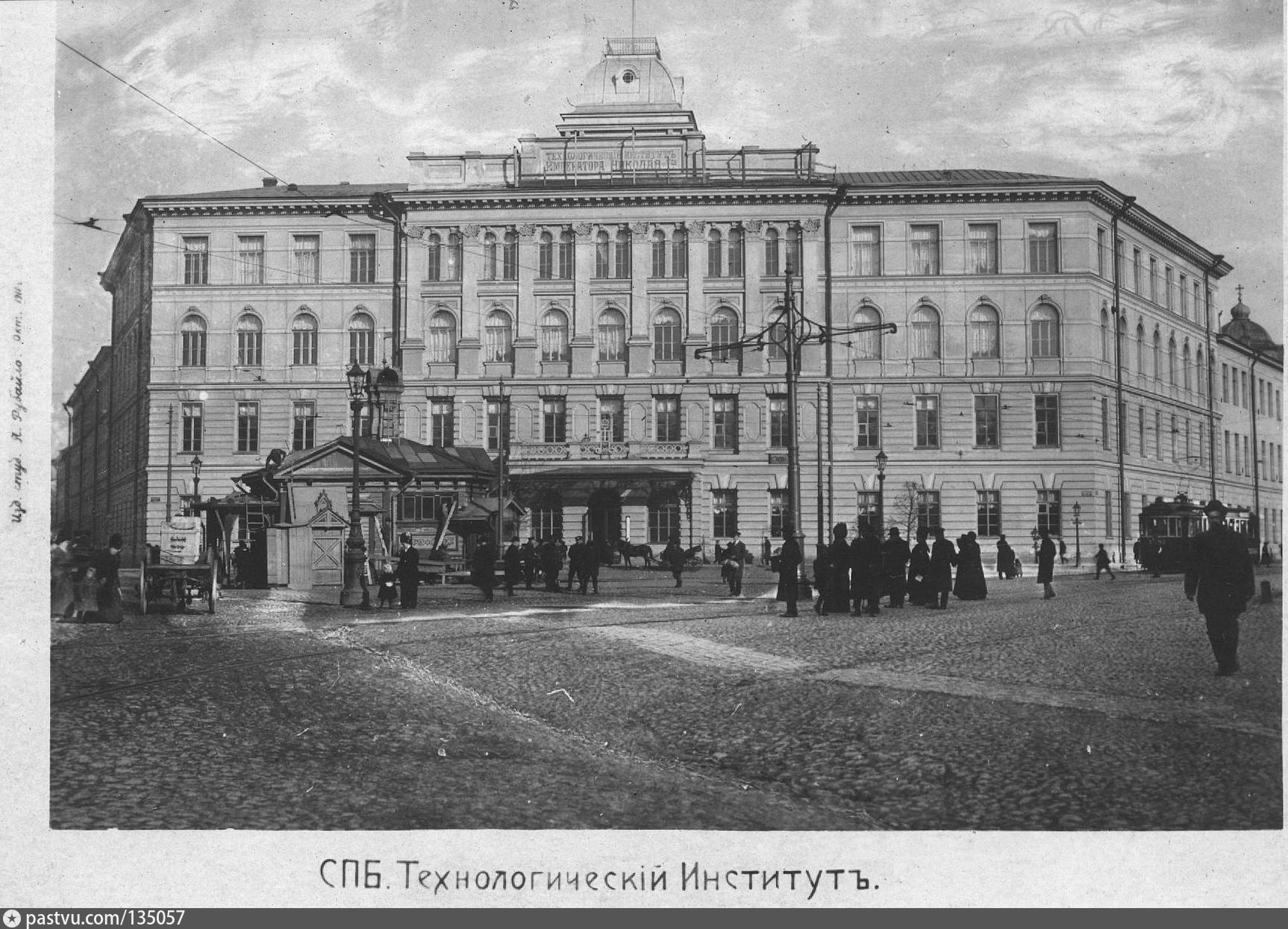
L'Istituto tecnologico di San Pietroburgo

Diplomatosi il 24 luglio, e trascorsi pochi giorni di vacanza a Mosca con la zia Anastasija, ad agosto era già a San Pietroburgo per seguire le lezioni presso l'Istituto tecnologico. Superato il test d'ingresso, scoprì che la frequenza diveniva obbligatoria, — l'accertamento delle presenze era curiosamente effettuato controllando che sull'apposito gancio dell'attaccapanni, riservato per ciascuno studente, ci fosse il cappotto — ogni giorno era programmata una prova di verifica sulle precedenti lezioni, e non erano più previsti corsi gratuiti. L'ambiente universitario parve allora a Michajlov una copia di quello del ginnasio. Anche qui si sentiva disprezzato come persona e la coercizione e la violenza continuavano a esser considerati i migliori metodi educativi. Ebbe viva la percezione che una simile istituzione non potesse rispondere ai suoi alti ideali, ma solo formare arrampicatori sociali, gente capace di adattarsi ai meccanismi della vita burocratica. Questa riflessione, unita alla lettura di un opuscolo manoscritto che faceva il punto sulla repressione della prima andata nel popolo in ben 37 province dell'Impero, lo avvicinò a un circolo composto da una trentina di studenti provenienti oltre che dall'Istituto tecnologico, anche dall'Istituto minerario e dall'Accademia medico-chirurgica. Il circolo, nato con l'ambizione di suscitare una maggiore sensibilizzazione verso i problemi sociali del Paese, assorbì tutto il tempo di Aleksandr Dmitrievič, che aveva nel frattempo disertato le prove di verifica. Quando gli studenti del primo corso presentarono in massa una petizione al preside dell'Istituto, Ivan Vyšnegradskij (1832-1895), per protestare contro le sue direttive, Michajlov, certo che sarebbe stato comunque estromesso dall'università a causa delle ripetute assenze, non la firmò. La risposta del rettore ai disordini fu la soppressione del corso, annunciata il 15 (27) novembre, con l'opportunità offerta a chi volesse riscriversi di fare appello. Era un chiaro tentativo di ridurre all'obbedienza gli studenti ribelli. Quanti non presentarono appello — una ventina di giovani in tutto — furono colpiti da un provvedimento d'immediata espulsione da San Pietroburgo. Nell'elenco degli espulsi figurò anche Michajlov, il quale, se aveva messo in conto di essere cacciato dall'università, non si aspettava di dover pure lasciare la capitale, giacché si era rifiutato di apporre la firma alla petizione. Nel giro di ventiquattr'ore, fu prelevato e accompagnato sotto scorta a Putivl'.

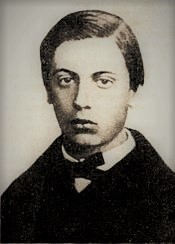
Un giovanissimo Dmitrij Lizogub

A casa però non trovò nessuno a riceverlo: il padre era in viaggio per lavoro, mentre la madre si era trasferita da qualche tempo a Kiev con gli altri figli. A dicembre, Michajlov sfidò il divieto della polizia e raggiunse i familiari a Kiev, ma presto le autorità di Putivl' lo costrinsero a rientrare in città. Tuttavia, a febbraio-marzo era di nuovo a Kiev, stavolta grazie a un lasciapassare firmato da Trepov, il governatore di San Pietroburgo, con l'obbligo di non partire senza permesso, Fu allora che si impegnò seriamente per entrare in contatto con i gruppi socialisti e, nei quasi sei mesi di permanenza, esplorando le varie tendenze del movimento rivoluzionario e senza legarsi a nessuna di esse, conobbe Lizogub, Davidenko (1856 -1879), Stefanovič (1854-1915), e Gol'denberg (1856-1880). Ai propagandisti, che erano soprattutto studenti, Michajlov rimproverava la carenza di ardore rivoluzionario; ai rivoltosi, — come erano detti gli anarchici — gente d'esperienza che aveva preso le distanze dall'università e che viveva per la causa, obiettava la frantumazione in fazioni, la reciproca intolleranza, l'assenza di un piano d'azione concertato, ed erano fattori, questi, che vanificavano gli occasionali e sudati successi dei singoli; ai giacobini, infine, cui per un istante si era accostato, attratto dall'accento posto sul tema, a lui caro, della necessità di far confluire in un partito nazionale, centralizzato e governato con disciplina, la dispersa gioventù rivoluzionaria, e di abbattere per suo tramite il regime autocratico, rinfacciava lo scarso impegno nel passare dalla formulazione teorica ai fatti. In generale, però, il limite più grave che condannava era la mancanza di un progetto unitario, con il conseguente spreco di energie in operazioni locali di corto respiro.
Nei primi mesi del 1876 Michajlov aveva inviato al Ministero dell'Interno una domanda in cui chiedeva il permesso di rientrare a San Pietroburgo per completare la propria istruzione, essendosi nel frattempo procurato un certificato di buona condotta dal governatore di Kiev. A giugno tornò a Putivl', a luglio ricevette la notizia che la sua richiesta era stata accolta e in agosto riapparve a San Pietroburgo. S'iscrisse all'Istituto minerario, pagò trenta rubli per poter assistere alle lezioni nei successivi sei mesi, e superò l'esame d'ammissione, per scoprire subito dopo che in realtà c'era posto solo per trenta matricole, numero nel quale, a causa della buona ma non eccezionale valutazione della prova offerta, non rientrava. Così ebbero termine i suoi studi. Egli ne fu sollevato, essendo ormai sua convinzione che fosse inconcepibile pensare a crearsi una posizione quando così drammatica era la crisi della società russa. Al riguardo, spiegherà dopo l'arresto: «La società è priva di ogni diritto e passiva. Lo spirito civico è sostituito in lei dall'amore per il grado gerarchico nella carriera, e ristretti istinti individualistici vi dominano largamente. Le tendenze di carattere sociale vengono soffocate, e la gente animata da idee di libertà è perseguitata».

### Le origini di «Zemlja i Volja» e la seconda «andata nel popolo»

Il simbolo di «Zemlja i Volja»

Dai ricordi di Georgij Plechanov è noto che Michajlov, fin dal suo primo arrivo a San Pietroburgo, aveva cercato di unirsi ai rivoluzionari, e per questo si era fatto vedere un po' in tutti i corsi di istruzione superiore. All'epoca, la sua appartenenza al mondo dei radicali era riconoscibile anche dal classico abbigliamento da studente-nichilista: stivali alti e un plaid a mo' di scialle sulle spalle. Aveva vissuto nelle cosiddette comuni, appartamenti dove, ancora con lo sguardo indulgente della polizia, il titolare dell’abitazione conviveva con diverse altre persone non domiciliate.
Verso la metà di agosto del 1876, grazie a una conoscenza fatta a Kiev, entrò in contatto con il circolo dei čajkovskij, che si raccoglieva intorno a Mark Natanson (1850-1919), a sua moglie Ol'ga Šlejsner (1850-1881), e ad Aleksej Obolešev (1853-1881), denominato «Gruppo populista rivoluzionario del Nord» e ribattezzato da uno dei membri, Dmitrij Klemenc, dei «trogloditi», con riferimento all'attività illegale svolta in clandestinità. Appena fu accolto nel partito, a detta di Plechanov, Michajlov mutò il suo atteggiamento esteriore. Cominciò a vestirsi in maniera più ricercata, a muoversi con circospezione, per confondersi meglio tra la folla, e rinunciò al sostegno economico della famiglia.
Nei mesi successivi, questo primo gruppo avviò trattative con la compagine di Char'kov, guidata da Osip Aptekman, con quella di Rostov, diretta da Jurij Tiščenko (1856-1922), con i rivoltosi di Kiev e con la fazione di Odessa, che aveva in Michail Frolenko (1848-1938) il suo uomo più rappresentativo. Dalla loro unione sarebbe presto nata «Zemlja i Volja». Tuttavia, la bandiera rossa di Zemlja i Volja aveva fatto la sua prima apparizione pubblica quando la fusione era ancora in fase di gestazione. Il 6 (18) dicembre del 1876, sulla piazza della Cattedrale di Kazan' che s'apre sul Nevskij prospekt, s'era svolta una manifestazione studentesca, alla quale s'era associato, per la prima volta, un drappello di operai.
Michajlov davanti agli inquirenti spiegò che la dimostrazione era stata il primo gesto concreto di protesta dei populisti contro il governo, un esempio di propaganda col fatto utile per mettere alla prova la forza delle proprie convinzioni. L'andata nel popolo aveva visto la generosa gioventù russa, desiderosa solo di istruire pacificamente i contadini, duramente schiacciata. Dal carcere erano giunte voci di giovani che avevano perso la ragione o che si erano suicidati per il brutale trattamento ricevuto, ma l'opinione pubblica non ne sapeva nulla, e la manifestazione aveva rappresentato anche il tentativo di rendere noto ciò che stava accadendo nelle prigioni.

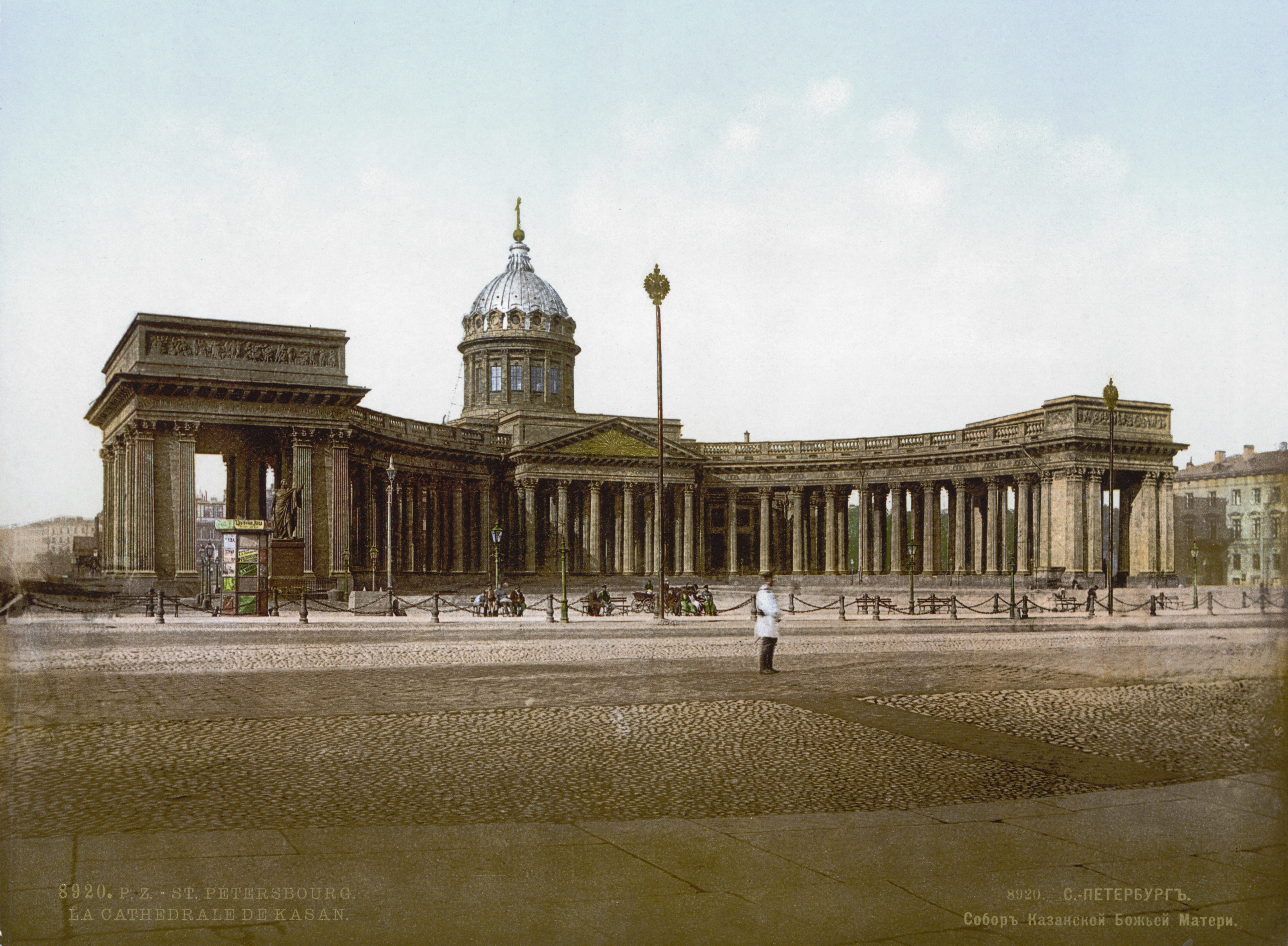
La Cattedrale di Kazan' a San Pietroburgo in una fotolitografia del 1896

La protesta era stata indetta, ufficialmente, per chiedere che lo studente dell'Accademia medico-chirurgica Pavel Černyšev, un ventitreenne morto in carcere di tisi, malattia contratta nei tre anni di detenzione preventiva (se fosse sopravvissuto sarebbe stato uno degli imputati al processo dei 193), e le cui esequie s'erano già tenute a marzo, avesse i funerali religiosi. I rivoluzionari avevano pensato di usare questo pretesto per raccontare nelle strade la storia del giovane, e misurare al contempo il grado di penetrazione nelle fabbriche, da poco toccate dalla propaganda populista. Poiché la partecipazione alla manifestazione era stata piuttosto scarsa, Plechanov, che aveva condotto l'agitazione nelle officine, ritenendo che valesse comunque la pena di scongiurare il completo fallimento, fece spiegare in alto la bandiera. A quel punto i gendarmi avevano cercato di arrestarlo, gli operai lo avevano protetto, ed era iniziato un fuggifuggi generale che la polizia, sostenuta da passanti, portinai e qualche mercante, aveva provato a impedire con violente battiture e numerosi arresti fatti a caso. Lo stesso Michajlov era in piazza, come guardaspalle di Plechanov, e non fu arrestato solo perché, nello scompiglio che s'era creato, il suo vestito elegante non lo aveva qualificato agli occhi dei gendarmi come un radicale. Non fu così per uno dei fermati, Archip Petrovič Emel'janov, un agitatore che si nascondeva sotto le false generalità di Aleksej Bogoljubov (1854-dopo il 1887). Egli s'era trovato sul posto a manifestazione ormai conclusa, ma avendo avuto la sfortuna di essere confuso con un altro contestatore, anche a causa degli abiti trasandati, che aveva invece partecipato ai tafferugli, fu preso e condannato a quindici anni di lavori forzati. In seguito, Bogoljubov, sarebbe stato causa indiretta del primo atto terroristico di Zemlja i Volja.
Michajlov collaborò alla stesura del programma di Zemlja i Volja insistendo, con una chiarezza teorica maggiore di altri, sulla necessità di abbandonare l'impostazione strategica di Bakunin, fino ad allora seguita, e d'imboccare una nuova strada. La fiducia nell'istinto rivoluzionario del popolo, pronto a ridestarsi se sollecitato, alla prova dei fatti si era rivelata una pia illusione. L'insegnamento da trarne era che, invece di prospettare ai contadini le delizie di una futura società socialista, occorresse appoggiarne le immediate rivendicazioni: il possesso della terra e l'autonomia amministrativa delle comunità di villaggio, le obščiny. Non essendo il popolo organizzato in una «intelligente e forte opposizione», sarebbe stato il partito a innalzare «la bandiera di questi diritti, di generazione in generazione, fino al momento in cui le circostanze avrebbero permesso di entrare in lotta aperta contro gli sfruttatori», e compito dei populisti sarebbe stato quello di aiutare in loco i contadini a contrastare le angherie dei kulaki (gli agricoltori ricchi) e dei pomeščiki (i proprietari terrieri), nonché di formarne l'élite. Il tipo sociale di riferimento presso cui agire sarebbe stato il contadino di condizione media, non ancora agente di sfruttamento e parassita com'era il kulak. Naturalmente non si potevano realizzare obiettivi di così ampia portata in breve tempo e senza un rivolgimento sociale. Gli strumenti per prepararlo erano la propaganda, per mezzo della parola e dei fatti (partecipazione alle proteste studentesche, sostegno agli scioperi nelle città), e la disorganizzazione dello Stato, ovvero il ricorso al terrorismo politico. Quest'ultimo punto, fuorché al Sud, fu per quasi due anni trascurato, giacché la dirigenza di Zemlja i Volja voleva testare l'efficacia della propaganda secondo l'inedita impostazione. Si doveva entrare in confidenza con l'ambiente contadino, inserirsi nel tessuto sociale ed economico e conquistare la fiducia delle persone, prima di iniziare il lavoro propagandistico vero e proprio, per non suscitare sospetti e incomprensioni.

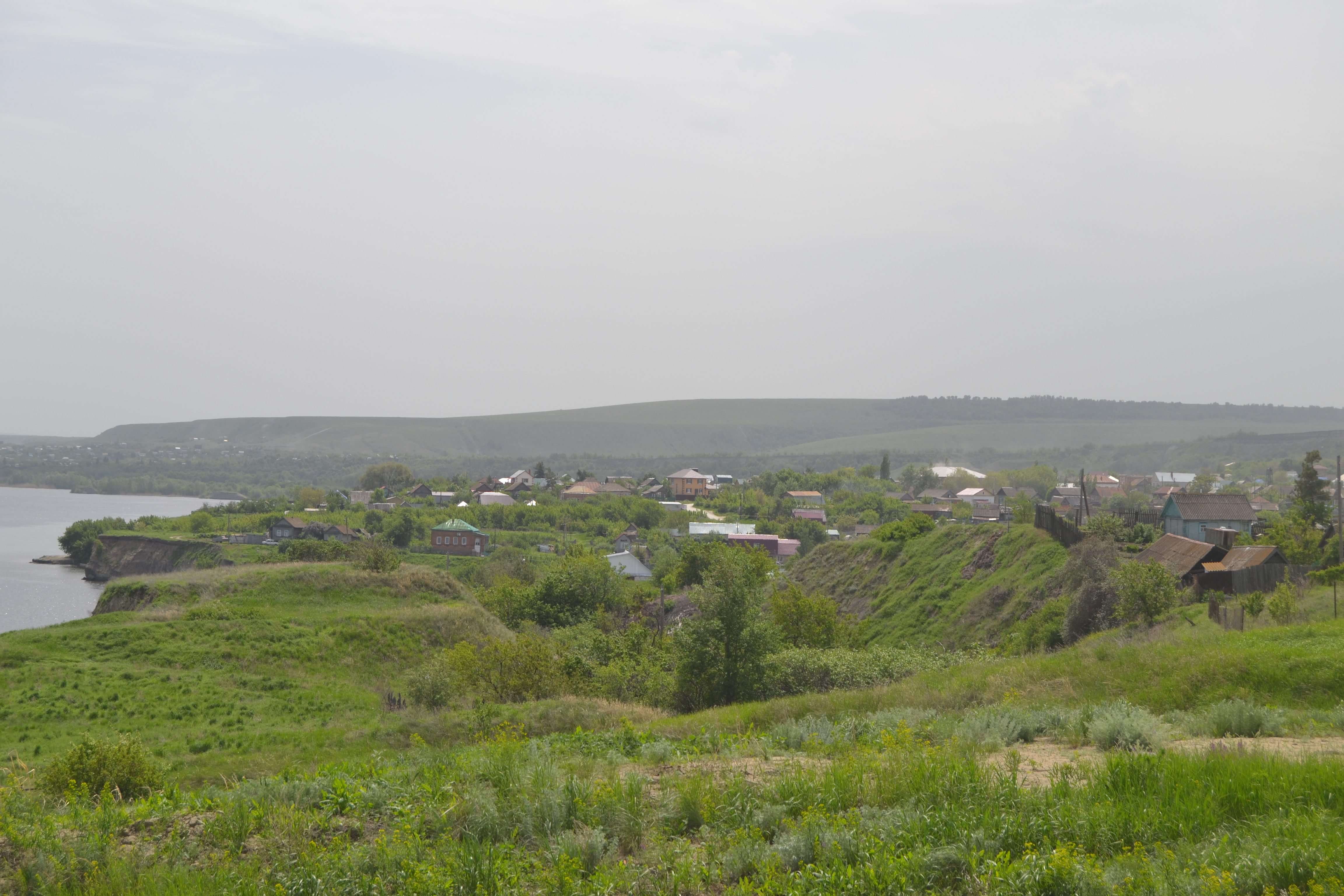
Veduta del villaggio di Sinel'kie

Nell'inverno del 1877, Michajlov organizzò un primo laboratorio per la fabbricazione dei documenti falsi, e stabilì, assieme a Troščanskij (1843-1898), dei fruttuosi contatti con un agente di polizia, Vasilij Davidovič Bereznevskij (1840-1915 ca.), che per più di un anno e mezzo avrebbe fornito, nella misura consentitagli dalla sua posizione non molto privilegiata, preziose informazioni al partito rivoluzionario.
In primavera anche Michajlov, come i suoi compagni, prese la via delle campagne. La seconda «andata nel popolo» vide impegnati gli elementi migliori e si concentrò nel governatorato di Saratov, dove l'eco delle gesta di Pugačëv e di Sten'ka Razin non s'era mai spenta. A dirigere l'attività degli zemlevolcy nella regione del Volga, che aveva in Saratov il suo centro propulsivo, Michajlov fu affiancato da Ol'ga Natanson.
Egli, spacciandosi per un prikazčik —  sorta di dipendente con funzioni amministrative — in cerca di fortuna, viaggiò per i villaggi, interessandosi soprattutto alla mentalità dei vecchi сredenti. All'inizio dell'estate Michajlov, intimamente convinto di averne compreso tradizioni e pensiero, iniziò l'attività di infiltrazione dei vecchi credenti tra i bespopovcy, cercando di essere utile come poteva e partecipando alle discussioni. In autunno si avvicinò alle sette più oppresse dei bespopovcy —  e quindi diffidenti — ossia agli spasovcy, come sono conosciuti gli appartenenti alla Spasovo soglanie (confessione del Salvatore), e soprattutto i beguny, in assoluto i più maldisposti verso gli estranei. Michajlov visse per circa sei mesi presso gli spasovcy nel villaggio di Sinen'kie, dove insegnò ai bambini a leggere lo slavo ecclesiastico, nel corso di lunghe lezioni che iniziavano al mattino e si concludevano quasi a sera. Racconta Plechanov nelle sue memorie che Michajlov, in materia di sette, si fece presto una cultura tanto vasta da poter difendere le tesi scismatiche in pubbliche discussioni con i preti ortodossi, lì presenti per fare opera di conversione al credo ufficiale. Fu un'esperienza molto dura, scandita dalla stretta osservanza di antichi — e spesso incomprensibili — rituali, come le innumerevoli e prolungate prostrazioni quotidiane, o l'uso di speciali utensili per bere e mangiare, il tutto in un ambiente chiuso al mondo esterno. Ma in fondo quello fu uno dei migliori periodi della sua vita, perché a un rivoluzionario tornava utile imparare a sopportare meglio i disagi e a temprare la volontà. E poi si sentiva vicino a quella gente; in essa ritrovava lo stesso elemento di protesta sociale, combinato con la speranza nel rinnovamento futuro del mondo, che era radicato in lui, tanto da sognare di poter essere un giorno il creatore di una religione razionalistica e socialista, vicina all’anima del popolo ed eretta sulle sue antiche credenze.
Terminate le lezioni, al principio di aprile del 1878, Michajlov rientrò a San Pietroburgo con in tasca un programma su come avviare una presenza permanente dei rivoluzionari tra gli scismatici, che pensava di sottoporre ai compagni, ma gli bastò rituffarsi per qualche giorno nella caotica vita del partito per concludere che la priorità era la conquista delle libertà politiche, mancando le quali era impensabile una seria e capillare attività in mezzo al popolo. Del resto non era l'unico a dover ammettere il sostanziale fallimento dell'agitazione nelle campagne: sul finire dell'anno restavano in piedi solo le colonie di Tambov e di Novosaratov.

### Vita privata

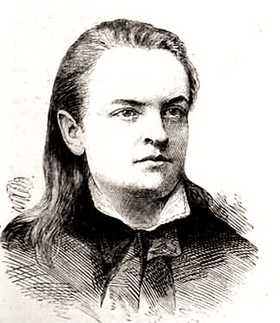
Ol'ga Šlejsner Natanson

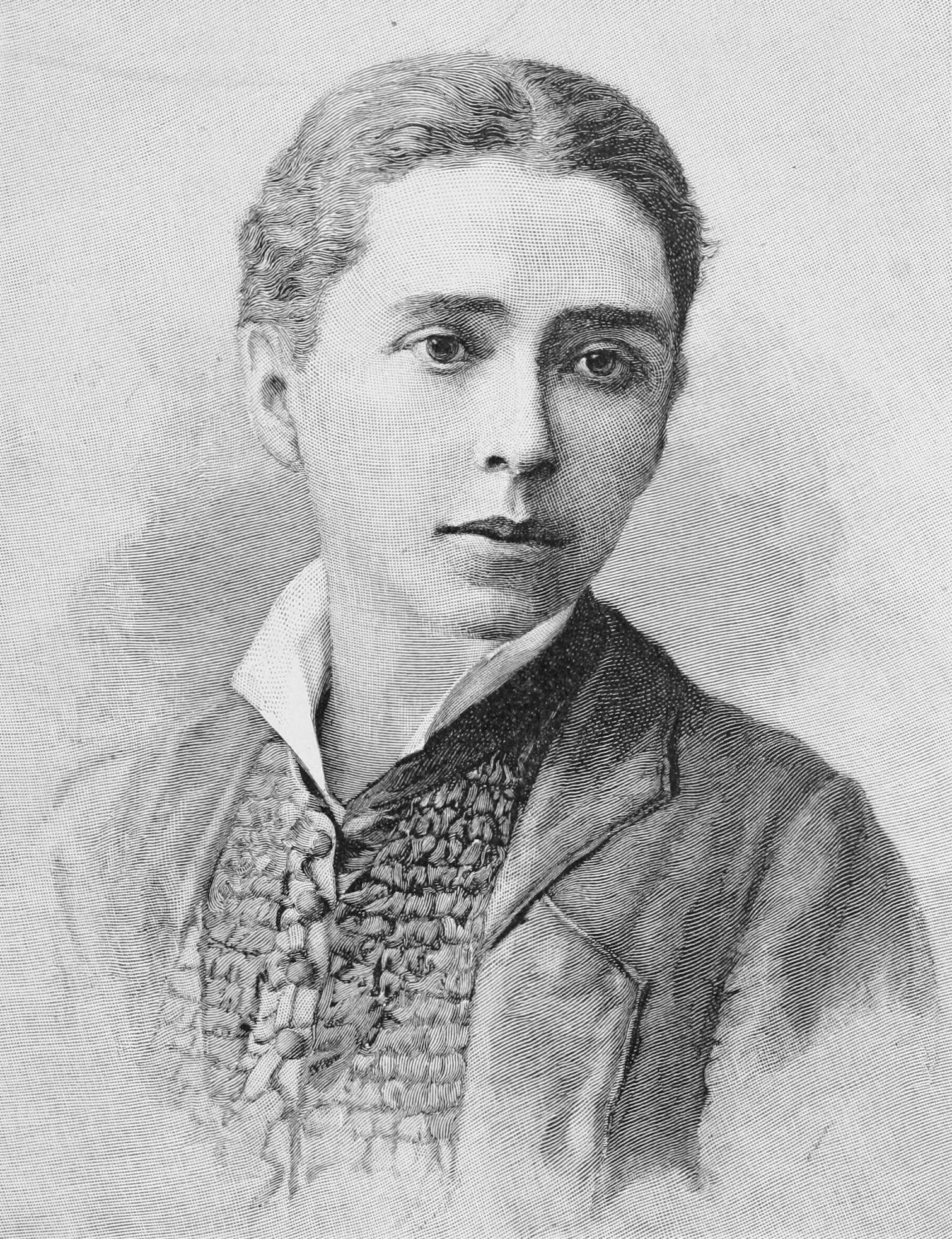
Anna Korba

Era stata la Šlejsner, che sostituì il marito quando questi fu arrestato nel maggio del 1877, a organizzare il centro amministrativo per gli insediamenti di Zemlja i Volja nella regione di Saratov, e Michajlov ebbe modo in quel periodo di apprezzarla, e, in qualche misura, d'innamorarsene. Nelle sue memorie scritte in prigione ricorda: "В 1876 г. я в первый раз встретил женщину, к которой почувствовал глубокую привязанность, это незабвенная Ольга Натансон. Но она страстно любила своего мужа; с своей стороны я беспредельно любил и чтил Марка и дорожил его счастем, поэтому мой чувства к Ольге не перешли за пределы живейшей дружбы" ('Nel 1876 ho incontrato per la prima volta una donna cui mi sono sentito molto legato. Era l'indimenticabile Ol'ga Natanson. Tuttavia, ella amava appassionatamente il marito e anch'io ero infinitamente affezionato a Mark. Così ho onorato la sua felicità e i miei sentimenti per Ol'ga non sono mai andati oltre una profonda amicizia'). Quando Michajlov sarà rinchiuso nella Fortezza, avrà modo di osservarla da lontano, essendo Ol'ga prigioniera anche lei. Ogni due-tre giorni riceveva messaggi segreti dai suoi compagni che lo informavano sulla sua salute, gravemente compromessa dalla tubercolosi. Avrebbe voluto vederla per un ultimo saluto, ma non gli fu concesso. In una lettera del 1882, ricorderà la sua amica morta un anno prima, facendone un commovente ritratto di donna, madre e militante.
Sulla sua vita privata si sa poco. La Figner afferma che per Michajlov il vero rivoluzionario doveva essere in grado di sacrificare ai superiori interessi della causa ogni cosa, comprese le proprie passioni, e che in conformità con tali precetti condusse un'esistenza povera di affetti personali, tutto teso a rifuggire ciò che poteva distrarlo o indebolirlo. Plechanov aggiunge che Michajlov poteva amare una donna solo astrattamente, come un compagno di lotta, che per lui, come per Proudhon, l'amore era "нарушение общественной справедливости" ('una violazione della giustizia sociale') senza tener conto che il suo tempo era completamente assorbito dagli affari del partito. Certo è che sul principio del 1880, in occasione di un lavoro rivoluzionario congiunto con Anna Korba, Michajlov s'infiammò d'amore per lei, pur non lasciando mai trapelare nulla all'esterno, e risolvendosi a confessare i suoi sentimenti solo dopo l'arresto. Dal carcere le scriverà di averla amata: "[...] тихо, спокойно, но глубоко и навсегда" ('in silenzio, dolcemente, ma profondamente e per sempre'). E ancora: "Хотя слишком поздно, но я рад, что ты узнала силу любви моей" ('È troppo tardi, ma sono contento che tu conosca la forza del mio amore'). Ne parlerà anche alla sorella Klavdija in una lettera del 14 (26) febbraio 1882: "Но сердце мое разбито... у меня отняли, что так дорого мне, что в моей личной жизни дороже, светлее и жарче всего — у меня отняли моего друга, мою милую голубку, мое красное солнце. Только сознание высокого долга делает меня спокойным, подавляет бурю души моей! Но я чувствую, что во всяком случае не проживу долго без нее, без моей радости, без воли, без жизни" ('Ma il mio cuore è spezzato... Mi hanno portato via quel che mi era più caro, più caro nella mia vita privata, più luminoso e più caldo, mi hanno portato via la mia amica, la mia cara colomba, il mio bel sole. Solo la consapevolezza del mio sommo dovere placa la tempesta nel mio animo. Ma credo che in ogni caso non vivrò a lungo senza di lei, senza la mia gioia'). Ai parenti chiese di aiutare Anna in caso di necessità al modo stesso n cui porterebbero soccorso a lui:  "Она доставила мне великое счастье. Она лучшая женщина, какую я знал в жизни" ('Mi ha dato una grande gioia. E la donna migliore che abbia mai conosciuto nella vita').

### Il 1878: un anno di transizione

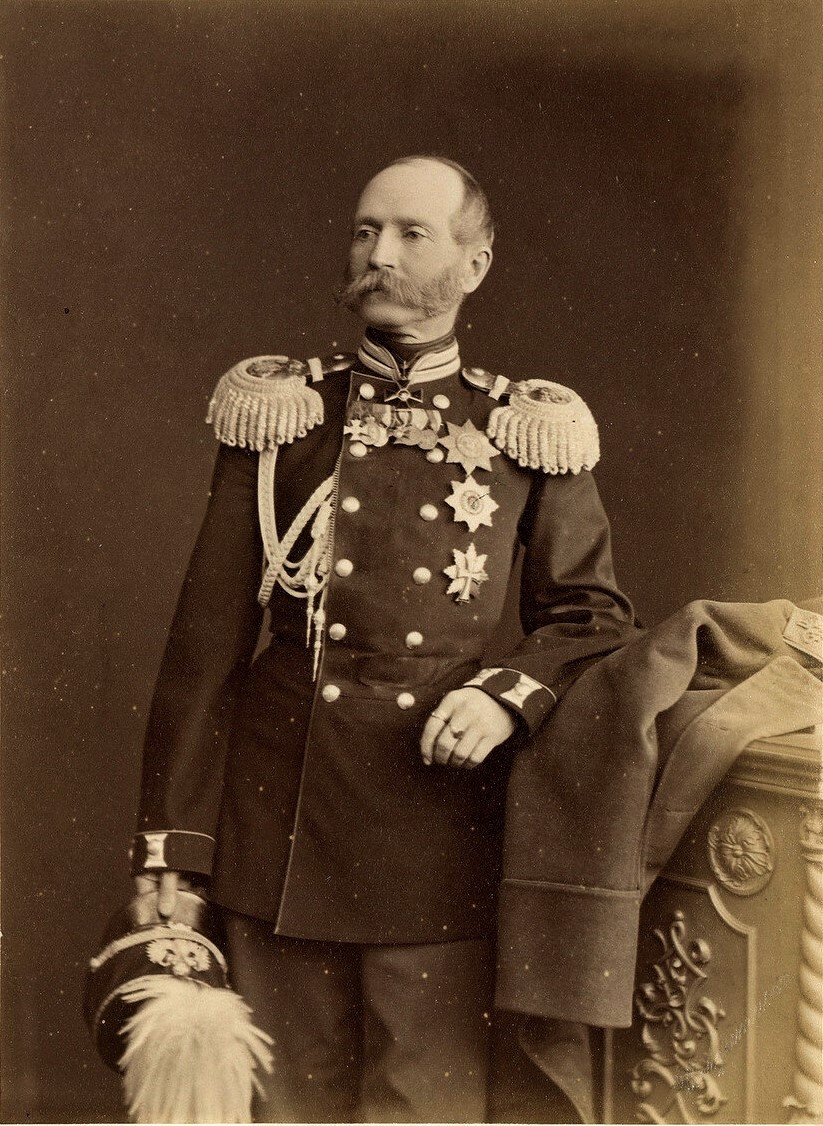
Il generale Trepov nel 1874

L'anno si aprì con il primo atto di terrorismo del movimento rivoluzionario, scatenato dalla ventinovenne Vera Zasulič, che il 24 gennaio (5 febbraio) 1878 sparò al governatore di San Pietroburgo, generale Trepov, nel suo ufficio, ferendolo non gravemente. Le ragioni del gesto riposano in un episodio accaduto a luglio, quando nel cortile della Casa di detenzione preventiva, il carcere assegnato ai prigionieri in attesa di giudizio, quello stesso Bogoljubov condannato a quindici anni per la manifestazione sulla piazza della Cattedrale di Kazan' non si era tolto il berretto al passaggio del governatore, in visita alla struttura. Trepov, furioso per l'insolenza fattagli, si scagliò contro Bogoljubov e lo fece fustigare. Alla scena di inaudita violenza avevano assistito, dalle finestre delle loro celle, alcuni di coloro che stavano per essere giudicati nel processo dei 193, rei di aver svolto attività di propaganda nelle campagne. Ne seguì una grande protesta che si spense solo quando si seppe che quelli di fuori avrebbero vendicato Bogoljubov. E infatti gli zemlevol'cy del sud, Osinskij, Frolenko, Popko (1852-1885) e Vološenko (1848-1908), avevano progettato un'azione di risposta ai danni di Trepov, ma la Zasulič, che veniva dalle loro file, agì, anticipandoli, proprio il giorno successivo alla lettura del verdetto, e certo a impedirle di colpire prima era stato il desiderio di non nuocere a chi era sotto processo..

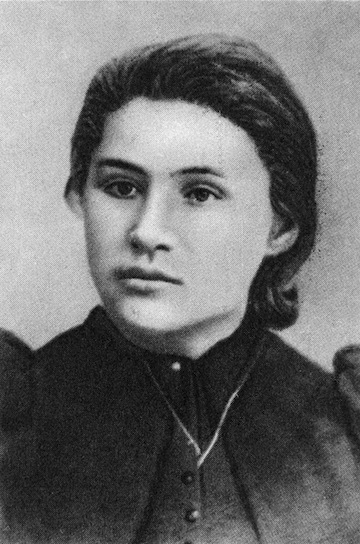
Vera Zasulič

Da quel giorno l'idea di rispondere alla violenza con la violenza si fece largo nella coscienza dei rivoluzionari, assieme al proposito di resistere con le armi in pugno all'arresto e di liberare i compagni prigionieri. Così, quando in primavera giunse l'ora di procedere con la revisione annuale dello Statuto di Zemlja i Volja, vennero a precisarsi e chiarirsi i metodi di lotta, si cominciò a ragionare seriamente sul terrorismo e sulle conseguenze della sua adozione. Bisognava combattere per la conquista della libertà politiche e non semplicemente parlarne come facevano i liberali, sempre pronti a sognare la Costituzione ma senza la volontà di esigerla. Ai rivoluzionari la decisione non mancava e per raggiungere l'obiettivo l'univa strada percorribile era «battersi direttamente per colpire di volta in volta i soprusi, per punire chi si faceva strumento d'oppressione e d'assolutismo».
In questa occasione Michajlov riuscì a far prevalere, sia pure tra qualche malumore, la propria concezione cospirativa che, da quanti restavano ancorati al modello bakuninista, era considerata troppo autoritaria. Egli aveva cercato di far capire ai compagni che era in atto una guerra tra lo Stato e un pugno di individui, e che per poter far fronte a un nemico tanto potente non vi era alternativa allo sviluppo di una società centralizzata, compatta, disciplinata e segreta, abile ad attrarre le forze migliori e a garantire rapidità di pensiero e d'azione, e nella quale era indispensabile che il singolo obbedisse alle decisioni prese dalla maggioranza: l'organizzazione doveva venire prima delle opinioni personali dell'individuo.

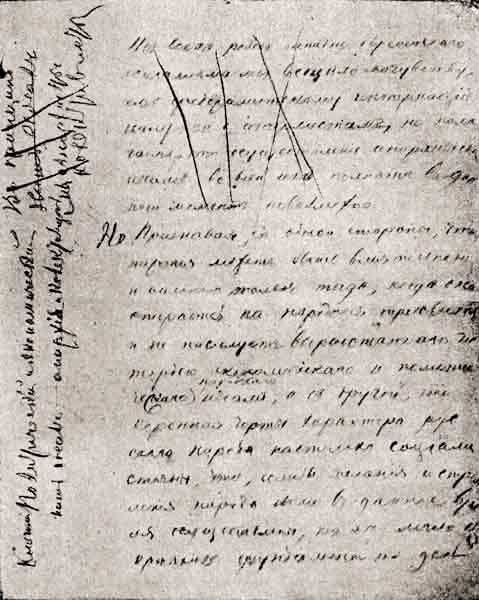
La prima pagina manoscritta da Aleksej Obolešev del programma di «Zemlja i Volja», nella redazione finale del maggio 1878

Gli uomini disposti a sacrificare all'organizzazione tutte le proprie forze, legami, averi, a darsi integralmente alla causa, avrebbero costituito il «circolo fondamentale». Ogni membro, che aveva facoltà di scegliere la zona territoriale e il campo di attività in cui lavorare, avrebbe creato un suo gruppo e provveduto alle questioni amministrative in piena autonomia. Uniche restrizioni alla sua indipendenza erano la fedeltà al programma e l'obbligo di partecipare alle imprese decise dal centro, quando ne fosse stata fatta richiesta. Per rafforzare la segretezza, ciascun capo avrebbe ignorato le attività dei suoi pari grado, e ciascun affiliato avrebbe conosciuto solo ciò che era indispensabile all'adempimento dei propri compiti specifici. Sarebbero state prese maggiori precauzioni al momento di introdurre nel partito nuovi elementi, come un'attenta valutazione della personalità e la garanzia di almeno due membri del circolo fondamentale. Fu poi creato un organo detto «comunione», composto da tre-cinque persone nominate a tempo indeterminato e a maggioranza di due terzi dal circolo fondamentale. Esso avrebbe avuto facoltà di stipulare accordi federativi con altre organizzazioni, o anche singoli individui, per portare avanti una particolare operazione; raccogliere informazioni sia interne che esterne, per proteggersi da traditori e infiltrati; mettere a punto il bilancio; procedere all'equa ripartizione dei fondi tra le varie cellule. Fu infine deciso che il circolo fondamentale, o almeno i due terzi di esso, si sarebbe riunito ogni anno a San Pietroburgo, in un congresso, per tirare le somme del lavoro svolto e fissare le nuove disposizioni.
La disorganizzazione dello Stato, cioè il ricorso al terrorismo, diventava un punto prioritario. L'ambizioso traguardo non era impossibile da raggiungere. Occorreva avviare contatti con l'esercito, cercare di portare gli ufficiali a condividere le aspirazioni delle masse popolari, così da averne l'appoggio allo scoccare dell'ora decisiva. Ma questa strategia, affinché maturasse, richiedeva tempo; per l'innanzi, si doveva procedere all'«annientamento sistematico degli elementi governativi più dannosi e più importanti», coloro che, in un modo o nell'altro, tenevano in piedi l'odiato regime».
L'adozione del nuovo Statuto rivelò in seno al gruppo l'esistenza di due correnti: i politiki (i politici), fautori della lotta aperta per la conquista delle libertà democratiche, e i derevenščiki (i campagnoli), fedeli al programma originario populista, i quali sostenevano che il cambiamento attuato senza il popolo avrebbe avvantaggiato solo i liberali, e che quindi non bisognava allentare i legami con i contadini. Ma era appunto il popolo a disertare, avvilito dal pregiudizio, dall'ignoranza, dall'inalterata fede nello zar, e intanto i diritti umani erano negati ogni giorno. Michajlov riassumeva il contrasto scrivendo: «La maggioranza ha un solo desiderio: battersi fino in fondo contro il potere statale», ma doveva ammettere che per taluni «la teoria ha un peso di gran lunga superiore alla logica dei fatti». Il terrorismo era perciò un aspetto dell'evoluzione, in un contesto di assolutismo autocratico, di un partito rivoluzionario risoluto a ribaltare lo status quo, ed era l'espressione più appariscente e sofferta della grave crisi in cui si dibatteva la Russia.

#### L'attività terroristica

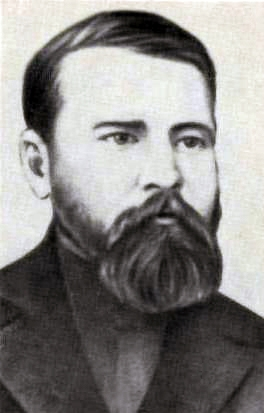
Porfirij Vojnaral'skij

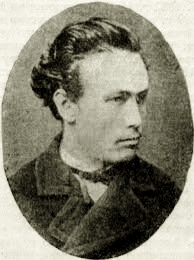
Adrian Michajlov

Di ritorno a San Pietroburgo, Michajlov fu coinvolto da Sof'ja Perovskaja nel suo piano per liberare Vojnaral'skij (1844-1898) — uno dei cinque condannati nel processo dei 193 alla pena più alta, dieci anni di lavori forzati — a Chark'ov, dove avrebbe fatto sosta prima di essere trasferito alla prigione di Novobelgorodsk. All'impresa, attuata il 1° (13) luglio, parteciparono, oltre a Aleksandr Michajlov, Kvjatkovskij, Barannikov, Frolenko, Adrian Michajlov (1853- 1929), Marija Ošanina, e Medvedev-Fomin (1852-1926). Michajlov operò nel ruolo di intestatario della casa sicura (l'appartamento in cui era coordinata l'azione) e, quando il tentativo fallì, predispose la fuga degli amici. Ci fu comunque una perdita, Medvedev, che non aveva rispettato i tempi e, arrivato in ritardo alla stazione, era stato catturato dalla polizia.
Un mese dopo Michajlov, su decisione di Ol'ga Šlejsner, diresse l'omicidio del generale Mezencov (1827-1878), il capo della Terza Sezione. Egli ne seguì gli spostamenti, e il giorno dell'attentato segnalò agli esecutori designati l'approssimarsi dell'obiettivo. La decisione di uccidere Mezencov fu presa perché era ritenuto il principale responsabile dei fatti relativi al processo dei 193. Nei tre anni e mezzo che era durata l'inchiesta, più di quattromila persone erano state arrestate, e quando fu chiaro che la stragrande maggioranza di esse non aveva legame alcuno con il movimento rivoluzionario, invece di essere lasciate tranquille, subirono un provvedimento amministrativo di espulsione da San Pietroburgo. Dei circa trecento restanti, durante gli anni della detenzione preventiva, trentotto impazzirono, dodici si suicidarono, quarantatré morirono prima del processo. Dei centonovantatré portati a giudizio, quattro morirono subito dopo il processo, ventotto furono condannati ai lavori forzati per un periodo dai tre ai dieci anni, una trentina a pene minori, ma più di ottanta sentenze di assoluzione furono convertite nell'esilio o nell'espulsione.

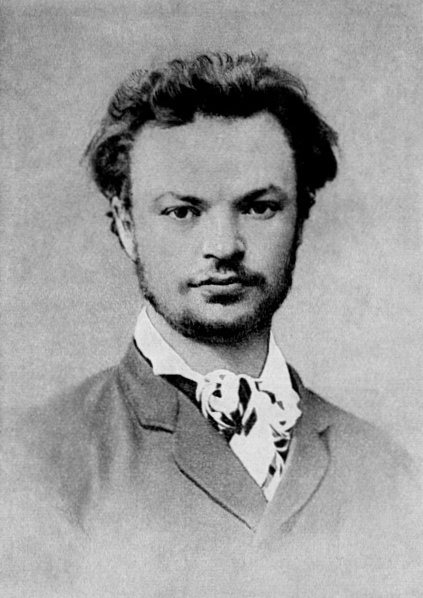
Sergej Kravčinskij

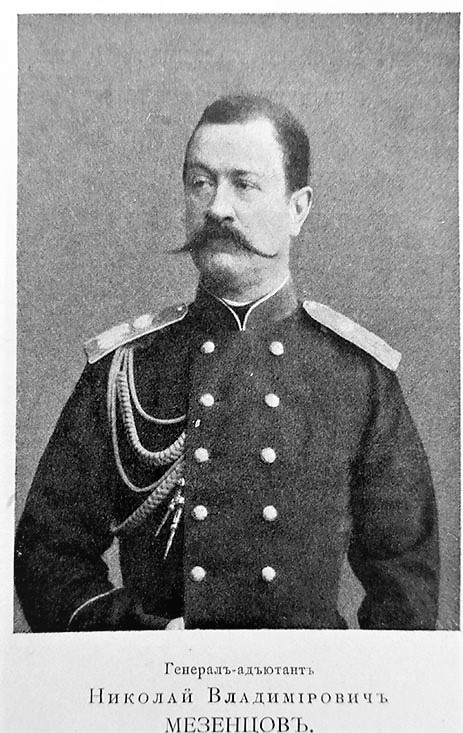
Il generale Mezencov

Il 4 (16) agosto Kravčinskij, mentre Mezencov passeggiava in piazza Michajlovskaja, all'angolo tra via Ital'janskaja e la pasticceria Kočkurova, lo pugnalò mortalmente nella cavità addominale con uno stiletto che aveva nascosto nel giornale. In quello stesso momento, Barannikov sparava a vuoto contro l'assistente di Mezencov, Makarov, quindi entrambi salivano di corsa su un calesse condotto da Adrian Michajlov e facevano perdere le proprie tracce. Poiché l'attacco, seguito personalmente da Michajlov, era stato sferrato solo due giorni dopo l'impiccagione a Odessa di Ivan Koval'skij, un agitatore del sud che aveva inaugurato il metodo della resistenza armata all'arresto, il governo e l'opinione pubblica ebbero la terribile impressione che il partito rivoluzionario fosse in grado di rispondere colpo su colpo e con fulminea prontezza. L'attentato contro Mezencov fu quindi un successo anche a livello propagandistico.
L'8 (20) agosto, il giorno dei funerali di Mezencov, al Palazzo d'Inverno, sotto la presidenza di Alessandro II, si riuniva il Consiglio dei ministri per discutere le misure da prendere contro il bellicoso movimento rivoluzionario. Fu approvata la vecchia proposta avanzata dal ministro della Giustizia all'indomani dell'assoluzione della Zasulič, di sottoporre ai tribunali militari il giudizio sui reati politici. Furono inoltre dati maggiori poteri alla polizia, che ora poteva esiliare per via amministrativa nella Siberia orientale le persone anche vagamente sospette, e furono inasprite ancor più le condizioni detentive.

#### La caduta del «centro» e la ricostruzione di «Zemlja i Volja»

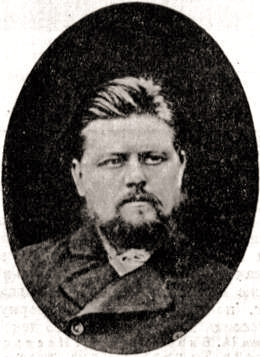
Leontij Berdnikov

Nella prassi quotidiana, non tutti i membri di Zemlja i Volja si conformarono alle norme statutarie, con grande disappunto di Michajlov. La dannosa tendenza fu abbandonata solo dopo la caduta del nucleo centrale del partito, decimato dagli arresti di fine ottobre e inizio novembre. L'impulso che determinò la perdita dei dirigenti presenti a San Pietroburgo venne da nove lettere di denuncia anonime. Non è stato mai appurato chi fosse l'autore delle missive, ma secondo uno degli arrestati e futuro membro di Narodnaja volja, Leontij Berdnikov (1852-dopo 1917), all'origine dell'intrigo ci sarebbe stata la sorella maggiore di Aleksandra Malinovskaja, Vera. Costei conosceva molti dei rivoluzionari e qualcuno dei loro affari, e in più era, a detta di Berdnikov, una gran pettegola che deplorava l'operato della sorella. È quindi piuttosto probabile che abbia fatto esplicite rivelazioni a una sua cara zia, davanti al marito di lei, un ufficiale noto per essere un nemico dei socialisti, il quale sarebbe, per l'appunto, il delatore. Comunque siano andate le cose, la polizia pose sotto sorveglianza la casa in cui la Malinovskaja viveva con la Kolenkina. Del piantonamento si accorse Aleksandr Michajlov, il quale, in partenza per Rostov sul Don, proibì agli zemlevol'cy di riunirsi ancora in quell'appartamento. Nondimeno, l’ammonimento non bastò a evitare gli arresti.
La polizia riuscì infatti a non perdere i contatti con la Malinovskaja e la Kolenkina. Le pedinò, scoprì la casa sicura di Berdnikov, precedente alloggio di Michajlov, e introdusse le sue spie nel cortile. La notte tra l'11 e il 12 (23 e 24) ottobre furono presi la Malinovskaja e la Kolenkina, che opposero resistenza armata, la sorella di Kovalik e Berdnikov, nella cui abitazione c'erano opuscoli illegali, l'attrezzatura per la rilegatura, carta e inchiostro per la stampa.

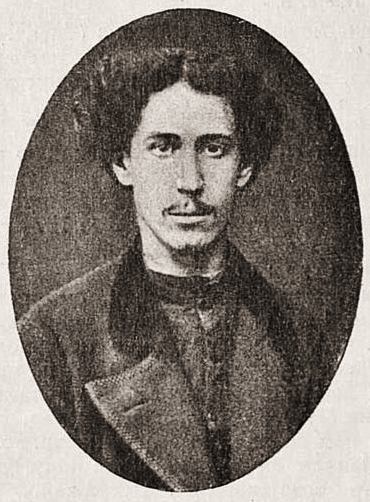
Leonid Bulanov

La mattina seguente Adrian Michajlov, saputo dell'arresto della Malinovskaja e della Kolenkina, volle mettere subito in guardia gli altri e cominciò da Leonid Bulanov (1856-1922), che abitava più vicino. Decisero quali compagni ognuno dovesse avvertire e Aleksej Obolešev, uno degli elementi più validi del partito, toccò a Bulanov il quale imprudentemente invece di memorizzare il nome illegale e l'indirizzo, li trascrisse su un biglietto. Scesi in strada, non si separarono e, quasi senza rendersene conto, proseguirono insieme discutendo di un articolo di Michajlovskij, appena pubblicato su Otečestvennye Zapiski e intitolato Dühring e Renan, finché giunsero alla meta cui avrebbe dovuto dirigersi il solo Adrian Michajlov: l'appartamento di Berdnikov. Distratti dal confronto verbale, non notarono nemmeno l'assenza del segnale di sicurezza, che prima dell'arresto Berdnikov aveva tolto, e chiesero di lui al portiere. La trappola scattò immediatamente e i due furono arrestati. Alla stazione di polizia Bulanov cercò di disfarsi del foglietto con l'indirizzo e il nome illegale di Obolešev, che era Vladimir Saburov, ma il suo tentativo fu notato e il pezzo di carta gli fu strappato dalle mani. Quella notte Obolešev fu arrestato e con lui fu sequestrato il materiale utile alla fabbricazione dei documenti falsi. Il 13 (25), furono fermati quanti si recarono da Obolešev, e tra questi c'era Ol'ga Šlejsner. Nei giorni successivi, gli arresti continuarono sulla base di nuove informazioni rinvenute a casa di Obolešev.

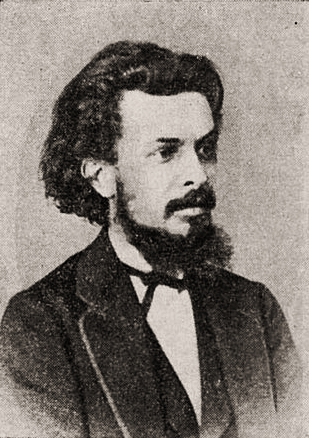
Vasilij Troščanskij

Una seconda notevole spinta agli arresti venne dalla negligenza di Troščanskij, incaricato da Michajlov di coltivare i rapporti con un impiegato della cancelleria, Aleksandr Ždanov, da lui reclutato nel tardo inverno del 1877 perché fornisse informazioni a pagamento. Troščanskij, di propria iniziativa, aveva chiesto a Ždanov di consegnargli una circolare del ministero degli Interni che era pervenuta al dipartimento di polizia. Nel giro di qualche giorno, la fuga di notizie fu scoperta e Ždanov arrestato. Questi rese subito una piena confessione e denunciò sia Bereznevskij che Troščanskij, il quale aveva incautamente riferito a Ždanov dettagli importanti sull'omicidio di Mezencov.
Michajlov, che era partito a fine settembre con un proclama scritto da Pleclanov, Послание от луганских казаков ко всем братьям казакам ('Appello dai cosacchi di Lugansk a tutti i fratelli cosacchi'), nel tentativo di provocare una sommossa con l'appoggio dei radicali locali, pochi giorni prima che avesse inizio l'effetto domino degli arresti a catena, appena giunto a Rostov, aveva inviato una lettera di biasimo ai compagni, lamentando lo scarso rispetto delle norme statutarie: "Если у нас не будет единства взглядов на наши взаимные отношения - это будет невыносимо и пагубно. Я первый постараюсь разрушить такой шаткий, жалкий и бессильный союз, в надежде на создание лучшего при более подходящем составе. Теперь же я требую, ввиду высказанного некоторыми членами недоверия и пренебрежения, признания за уставом его обязательности для всех членов и серьезного к нему отношения" ('Se non avremo una visione unitaria nei nostri rapporti reciproci, sarà intollerabile e pericoloso. Io per primo proverò ad annientare un'unione così instabile, patetica e impotente, nella speranza di crearne una migliore, con un organico più degno. Ora esigo, a causa della sfiducia e del disprezzo manifestati da alcuni membri, il riconoscimento dello Statuto come vincolante per tutti e un contegno serio nei suoi confronti').
Per salvare il salvabile, non avendo i restanti membri dell'organizzazione né denaro, né documenti, né la possibilità di stabilire contatti con gli elementi sparsi nelle colonie, giacché non conoscevano i luoghi di residenza, Plechanov e Kravčinskij convocarono Aleksandr Michajlov a San Pietroburgo. Questi rientrò nella capitale il 31 ottobre (12 novembre) e per poco non finì anche lui in prigione. Recatosi nell'appartamento di Troščanskij che, arrestato poche ore prima, non aveva avuto modo di togliere il segnale di sicurezza, Michajlov fu catturato e portato negli uffici della polizia. Qui, approfittò di un attimo di distrazione della guardia per darsi alla fuga. Inseguito dai gendarmi, che gridavano ai passanti di fermarlo, Michajlov cavò dalla tasca il suo tirapugni e lo mostrò per scoraggiare сhi volesse provare ad aiutare la polizia, svoltò quindi a un angolo, e si mise lui stesso a urlare ai pedoni come se stesse braccando qualcuno. La gente, interdetta, lo lasciò passare. Giunto all'inferriata di un giardino, tentò di scavalcarla, ma era troppo alta; poi, più avanti, trovò il cancello aperto, e per questa via si dileguò.
Michajlov, attentissimo a muoversi con prudenza per scongiurare altri arresti, ricostruì in brevissimo tempo la rete dei rifugi, creò un ufficio tecnico abilitato alla falsificazione dei documenti, in modo da fornire immediatamente ai compagni le nuove identità, non ebbe troppe difficoltà a farsi finanziare da generosi simpatizzanti, richiamò a San Pietroburgo i rivoluzionari di sperimentata fede che erano ancora sparsi nelle campagne, tra cui Kvjatkovskij. Fu allora che il gruppo della Perovskaja confluì in Zemlja i Volja, e vi entrarono Tichomirov, Morozov (1854-1946), Ol'ga Ljubatovič, cioè alcuni tra i reduci del processo ai 193 e di quello ai 50.

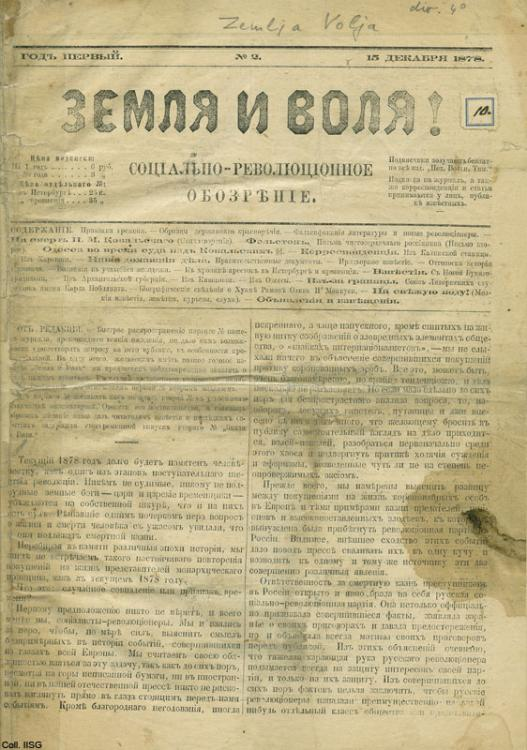
La rivista «Zemlja i Volja!», № 2, dicembre 1878

Nel mese di novembre cominciò a uscire con regolarità mensile la rivista del partito, «Zemlja i Volja!», a testimoniare l'ottimo funzionamento dei rinati servizi tecnici. La macchina tipografica acquistata da Zundelevič (1857-1923) a Berlino e che su iniziativa di Natanson aveva pubblicato, da marzo ad aprile 1878, i quattro numeri del «Načalo», (l'Inizio), il primo giornale populista edito in patria, era stata ritrovata da Michajlov, che aveva provveduto a nasconderla in un appartamento perfetto sotto il profilo delle esigenze cospirative, nel cuore stesso della capitale, al vicolo Sapernij. Responsabile della stamperia restò Zundelevič, e Michajlov assicurava i contatti con il centro.
Michajlov attribuiva alla rivista un enorme significato. Un giorno disse a Tichomirov che essa era la prova tangibile dell'esistenza in Russia di una società segreta, misteriosa e potente. Era importante che circolasse una rivista clandestina e che la polizia non riuscisse a trovarla, perché questo fatto colpiva il pubblico, mentre il contenuto era tanto irrilevante che il giornale poteva benissimo essere un foglio bianco. Era solo una battuta. In realtà Michajlov, che non pubblicò mai nulla di suo sulla rivista, era sempre presente alle riunioni della redazione, dava suggerimenti, esprimeva critiche e, particolare degno di nota, soleva misurare con l'orologio il tempo di lettura degli articoli, per accertarsi che non fossero troppo lunghi da annoiare. Dopo l'uscita di ogni numero, «Catone il Censore», com'era chiamato Michajlov nel suo ruolo di supervisore dell'organo di partito, invitava gli amici nel suo appartamento e festeggiava con loro il felice evento. Queste serate amabili coi suoi compagni furono l'unico divertimento che si concesse.
L'energia e l'intelligenza profuse da Michajlov nella ristrutturazione di Zemlja i Volja, quando era una società alla deriva e a pezzi, l'averne addirittura esteso l'influenza nella capitale e rafforzato l'assetto organizzativo, gli consentirono di accrescere la propria autorità all'interno del partito e di farne ciò che aveva sempre desiderato: un modello di efficienza cospiratoria.

#### Il «Guardiano» dell'organizzazione

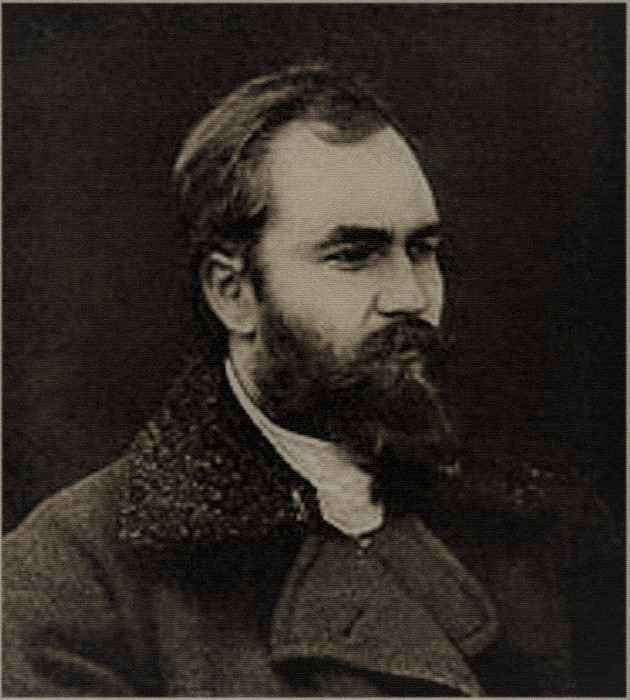
Aleksandr Michajlov

Michajlov apprese da sé l'arte della cospirazione e di essa ne fu, per così dire, un maestro. Il complesso delle misure atte a proteggere l'organizzazione possono essere suddivise in interne ed esterne: le prime volte alla difesa della società segreta dai suoi stessi membri, in caso di tradimento; le seconde, volte a contrastare l'azione della polizia, delle sue spie, di quanti gravitavano intorno al partito, coi quali era giocoforza entrare in rapporto.
"Михайлова многие считают человеком холодным, с умом математическим, с душою, чуждою всего, что не касается принципа. Это совершенно неверно. Я теперь хорошо узнал Михайлова. Это—поэт, положительно поэт в душе. Он любит людей и природу одинаково конкретно, и для него весь мир проникнут какою то чисто человеческою, личною прелестью. Он даже формалистом в организации сделался именно, как поэт: организация для него—это такая же личность, такой же дорогой для него "человек", делающий при том великое дело. Он заботился о ней с такой же страстной, внимательной до мелочей преданностью, с какой другие заботятся о счастьи любимой женщины" ('Molti considerano Michajlov una persona fredda, con una mente matematica, con un'anima indifferente a tutto ciò che non attiene alla causa. Questo è assolutamente falso. Ora ho conosciuto bene Michajlov. È un poeta, un vero poeta dell'anima. Ama le persone e la natura allo stesso modo, e per lui il mondo intero è intriso da una sorta di fascino particolare, puramente umano. Persino da rigorista dell'organizzazione, si è trasformato in un vero poeta: l'organizzazione è per lui come una persona, come la "persona" a lui più cara, che per di più sta servendo una grande causa. Si è preso cura di lei con la stessa appassionata, attenta dedizione ai dettagli, con cui gli altri si prendono cura della donna amata').
(Andrej Željabov)
"Для нас А. Михайлов был незаменимым товарищем. Он был, можно сказать, всевидящим оком организации и блюстителем дисциплины, столь необходимой в революционном деле; в его лице мы потерпели тяжелую и прямо невозместимую утрату: многих несчастий мы не испытали бы впоследствии, если бы он был среди нас. Вместе с фанатической преданностью революции он соединял энергию, настойчивость, замечательную деловитость, практичность и такую осторожность, что самые трусливые люди при ведении дел с ним считали себя в безопасности. Талантливый организатор, проницательный в распознавании людей, он был педантичен, последователен и неумолим в проведении организационных принципов.... Такой законченный и цельный тип не мог не пользоваться громадным влияние как на самую организацию, так и на лиц, стоящих вне ее, и его авторитет был так же велик между товарищами, как и среди посторонних ('Michajlov è stato per noi un compagno insostituibile. Era, si potrebbe dire, l'occhio onniveggente dell'organizzazione e la sentinella della disciplina, così necessaria nel lavoro rivoluzionario; con la sua persona abbiamo subito una dura e di fatto irreparabile perdita: inseguito non avremmo sperimentato tante disgrazie se lui fosse rimasto tra noi. Ad una fanatica devozione per la rivoluzione, egli univa energia, tenacia, una meravigliosa efficienza, concretezza e una tale cautela che i più codardi, quando lavoravano con lui, si consideravano al sicuro. Organizzatore di talento, abile a capire le persone, era meticoloso, consequenziale e inflessibile nell'attuazione dei principi organizzativi. ... Un uomo di tale integrità e coerenza non poteva che godere di un'enorme influenza sia sulla stessa organizzazione che sulle persone che ne erano fuori, e la sua autorità era grande tra i compagni come tra gli estranei').
(Vera Figner)
«Fra tutti i membri del nostro gruppo, Il'ič [Lenin] era il migliore anche per il lavoro cospirativo. [...] Si vedeva che aveva imparato dalla scuola dei populisti. Parlava sempre con grande stima - e non a torto - del vecchio populista Michajlov, chiamato "il Guardiano" proprio per le sue abitudini cospirative».
(Nadežda Krupskaja)
Nell'ambito della protezione interna, le misure principali consistevano nella separazione e indipendenza dei vari scomparti, di modo che ciascheduno ignorasse i segreti dell'altro, e l'uso da parte dei membri di nomi falsi o pseudonimi. Ogni rivoluzionario era tenuto a sapere soltanto ciò che aveva pertinenza diretta con la sua attività e nient'altro, almeno finché non entrava nel ristretto cerchio principale, il «circolo fondamentale» di Zemlja i Volja e, dopo la scissione, il «Comitato esecutivo» di Narodnaja volja; ma anche nel centro direttivo, l'unico a conoscere la mappa completa dell'organizzazione sarà sempre il solo Michajlov. Per fare qualche esempio, le vie per il passaggio illegale di merci e persone attraverso il confine erano note, oltre che a Michajlov, esclusivamente a Zundelevič, che aveva contatti con i contrabbandieri alle frontiere; i componenti della tipografia, dell'ufficio passaporti, del gruppo terrorista, si ignoravano l'un l'altro, e ogni sezione operativa aveva il proprio appartamento.
Vivere in clandestinità significava nascondere il proprio nome non solo alle autorità, ma anche ai compagni coi quali si entrava in contatto durante uno o più lavori rivoluzionari. Era questa una precauzione necessaria come forma di cautela in caso di delazione, di modo che quanti erano fuori dal circolo principale conoscevano unicamente i nomi illegali dei compagni. I nomi falsi usati da Michajlov furono: Dmitrij Egorovič Sakotin, Illarion Konstantinovič Kožin, a Lipeck si presenterà con l'identità del mercante Bezmenov, a Mosca, durante la preparazione dell'attentato al treno dello zar, si celerà dietro la facciata del contadino Ivan Ploškin, e all'arresto esibirà i documenti del tenente d'artiglieria a riposo, Konstantin Polivanov. Tanti anche gli alias rivoluzionari, da Djaden'ka (lo Zio) a Catone il Censore, da Pëtr Ivanovič a Aleksandr Andreevič, fino al celebre e antonomastico Dvornik.
Due erano i modi coi quali i rivoluzionari si procuravano i passaporti quando entravano in clandestinità: acquistando i documenti originali e fabbricandone di falsi. Michajlov era abilissimo nel reperimento dei documenti originali, generalmente di persone morte lontano dalla Russia, giacché il loro decesso non era registrato in patria. Per la fabbricazione dei falsi, c'era un ufficio apposito in grado addirittura di creare, all'occorrenza, entro due e tre ore un buon documento contraffatto. L'ufficio disponeva di una gran quantità di modelli e timbri, circa centosessanta. I modelli per la stesura dei documenti falsi erano le stesse carte dei rivoluzionari, persone appartenenti in gran numero alla nobiltà, ragion per cui c'era penuria di originali del ceto borghese e contadino. Un sotterfugio spesso usato per raccogliere le informazioni utili a compilare i documenti, era quello di affittare una stanza in un albergo e cercare, tramite un annuncio sui giornali, un coinquilino con cui dividere le spese, o qualcuno cui offrire un lavoro. Chi si presentava versava un anticipo e lasciava per le verifiche il proprio documento. Fatte le copie di questo, il passaporto e la caparra venivano restituiti, e l'affare svaniva con una scusa senza far nascere sospetti.
Le misure ideate per la difesa dell'organizzazione dai pericoli esterni erano, a parte la possibilità di infiltrare un proprio agente nella polizia politica, l'impiego di codici cifrati nella corrispondenza e nei memorandum personali; un vestiario appropriato; la ricerca di precisi requisiti nella scelta degli appartamenti e l'applicazione di segnali alle finestre.
Michajlov controllava costantemente che i compagni scrivessero in codice. Negli anni di Zemlja i Volja e di Narodnaja volja, tanti furono i cifrari utilizzati, ma sempre la regola generale fu che il codice di decriptazione del testo fosse un segreto tra mittente e destinatario. Il cosiddetto cifrario nichilista utilizzato dai populisti rivoluzionari era una variante del Vigenère, detta cifrario di Gambetta, perché era stato il primo a suggerire di usare, al posto di complessi algoritmi crittografici, delle semplici operazioni aritmetiche. Il codice di decrittazione era una tabella: nella prima riga c'erano le trenta lettere dell'alfabeto cirillico con il carattere Й messo per ultimo, in quanto ancora non aveva nell'alfabeto una posizione consolidata; nella prima colonna della seconda riga c'era la parola chiave del cifrario, che cambiava spesso; di seguito, per ogni riga procedevano in ordine le ventinove lettere dell'alfabeto a partire dalla lettera della parola chiave, che fungeva da trentesima. Per decrittare il testo, che era una sequenza numerica, si procedeva cercando la lettera incasellata nella cella corrispondente al primo numero della prima fila, quindi la lettera incasellata nella cella corrispondente al secondo numero della seconda fila, e così via. Nel caso la parola da decrittare comprendesse un numero di lettere maggiore rispetto a quelle della parola chiave, si ricominciava dalla prima riga.
Tra gli altri cifrari, ve n'erano anche di quelli dove al posto dei numeri c'erano simboli matematici o di genere diverso, e un sistema semplice ma efficace descritto da Morozov, consistente nell'inviare al destinatario una lettera dal contenuto innocuo, seguita a distanza di pochi giorni da un'altra riempita con coppie di numeri, laddove il primo indicava la riga e il secondo, la parola. Alcuni dei codici usati dai rivoluzionari non sono mai stati decriptati, come gran parte del taccuino di Michajlov e il quadernetto di Kvjatkovskij, altri lo furono solo perché il traditore Okladskij fornì alla polizia la chiave.
Una particolare attenzione, secondo Michajlov, andava riposta nell'abbigliamento, che doveva essere curato e perciò passare inosservato, diversamente dall'iconico abito nichilista, con la sua coperta sulle spalle e gli stivali alti, che era una palese dichiarazione di fede politica.
Nessuno come Michajlov sapeva trovare gli appartamenti più idonei ai fini cospiratori e, finché non sopravvenne l'arresto, fu il solo a occuparsene. Era importante che la «casa sicura» fosse collocata ai piani alti, avesse mura spesse, due ingressi e due uscite, disponesse di acqua corrente per limitare le intrusioni del portinaio nell'appartamento. Altrettanto indagati da Michajlov erano il cortile — meglio se doppio — e il pianerottolo. Ma, per quanto un appartamento fosse confortevole e funzionale alle esigenze cospirative, poteva sempre risultare fatale a chiunque vi si recasse, se era stato individuato dalla polizia; di qui il ricorso a segnali d'allarme da apporre alle finestre visibili dalla strada. Michajlov ne ideò tutta una serie e non cessò mai di insistere coi compagni affinché non dimenticassero di mettere l'avviso di pericolo. Se non c'era tempo e modo di procedere con il segnale prestabilito, nel caso, ad esempio, di un'irruzione inattesa della polizia, Michajlov stabilì che i vetri delle finestre fossero rotti. E così fu fatto allorché cadde la tipografia. I vetri furono frantumati dal lancio delle sedie e quando, l'indomani, di buon'ora, Michajlov vi giunse, vide le finestre infrante e passò oltre. Da oculato protettore dell'organizzazione qual era, faceva ogni mattina, dalle 06:00 alle 08:00, il giro degli appartamenti clandestini, che erano tutti ubicati nei quartieri centrali di San Pietroburgo, e se constatava, dalla segnaletica o da altri indizi rivelatori, che qualcuno era perduto, si affrettava a informarne gli amici.

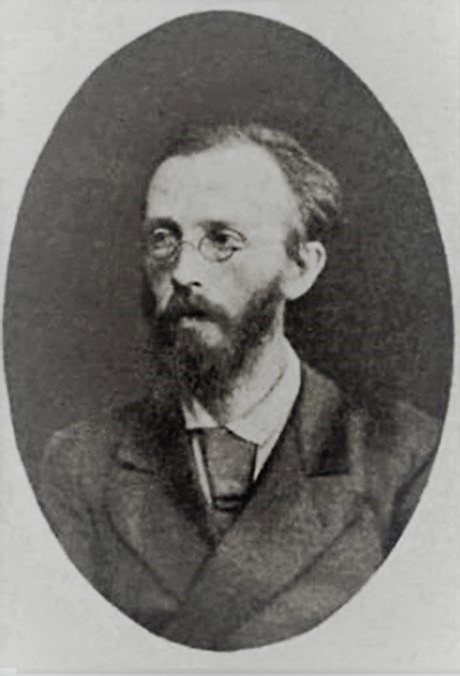
Nikolaj Kletočnikov

La guerra contro le spie cominciava per le strade, dove saperle identificare poteva salvare la vita, e Michajlov possedeva questo talento. Scrive Kravčinskij: «Il Dvornik era un vero specialista in tutto ciò che spetta alla lotta con la polizia e le spie, e in codesto ramo possedeva delle cognizioni vastissime, aumentate con uno studio lungo e indefesso. Avendo affittato a bella posta una stanzetta dirimpetto alla casa del capo della polizia segreta, egli passò intere giornate a osservare tutte le persone che v'entravano. Così egli conosceva in faccia una buona parte delle spie di Pietroburgo e ne fece una specie di classificazione, secondo i costumi, il carattere, il modo di sorvegliare, di dare la caccia, ecc., e poteva fare dei ragguagli interessantissimi su tutte queste particolarità. Per aver avuto tanto a che fare con tale genia, egli acquistò un'abilità speciale nel riconoscerli d'un sol colpo d'occhio». E in segreto, per valutare quanto dei suoi insegnamenti in questo specifico settore dell'arte cospiratoria i compagni avessero interiorizzato, di tanto in tanto ne sorvegliava qualcuno. Se era stato notato, bene; all'opposto, le sue rimostranze non avevano fine.
Naturalmente, il modo migliore di salvaguardare l'organizzazione era ripetere l'impresa compiuta con Bereznevskij, ma stavolta muovendosi con maggior circospezione, assumendo unicamente su di sé l'intera operazione, e a dicembre del 1878 Michajlov compì il prodigio di introdurre un proprio uomo, Nikolaj Kletočnikov, addirittura nella Terza sezione.
Michajlov conosceva a menadito San Pietroburgo e Mosca e, in generale, poteva memorizzare la topografia di qualunque posto in cui capitava, e specialmente vicoli e cortili interni: se ce ne fosse stato bisogno, erano ideali vie di fuga. Regolò nei minuti dettagli la vita illegale del partito, insegnò ai compagni come camuffare il proprio aspetto, capire di essere pedinati, eludere la sorveglianza, schivare le trappole. Sul finire del 1878 Michajlov era dunque riuscito nell'arduo compito di fare di Zemlja i Volja una società segreta esemplare e, per conseguenza e in modo molto naturale, a divenirne il capo indiscusso, la «pietra su cui tutto poggia», il custode riconosciuto dell'organizzazione.

### Il 1879: l'anno della svolta

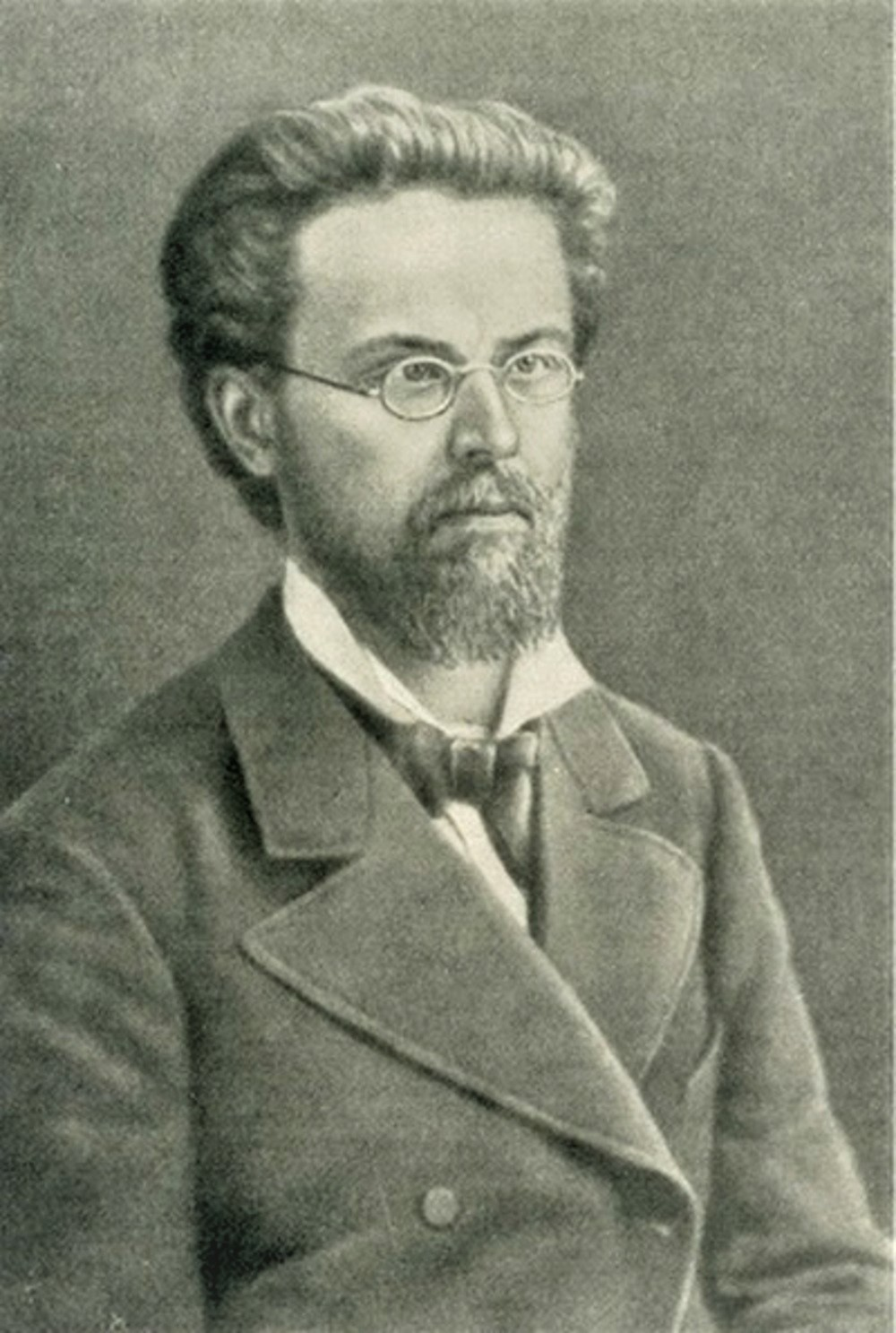
Nikolaj Morozov nel 1878

Nei primi mesi del 1879 si inasprì il confronto all’interno di Zemlja i Volja, ormai divisa in due correnti: i politiki (politici) e i derevenščiki (campagnoli). In discussione era il fondamento stesso dell'ideologia populista: lo spirito rivoluzionario del contadino russo. I derevenščiki, sebbene non potessero negare l'insuccesso del lavoro nelle campagne, pur tuttavia non potevano accettare il postulato dei politiki, della rivoluzione fatta senza il popolo, o perlomeno iniziata senza il suo concorso. I politiki, dal canto loro, ritenevano che la continua pressione sul governo di una minoranza di rivoluzionari inflessibili e coraggiosi potesse strappare, col terrore, le libertà democratiche e, forte del successo, trascinare con sé il popolo.
Lo scontro coinvolse anche il giornale. In un primo momento ne era stato redattore capo e direttore Klemenc, il quale aveva mantenuto la linea editoriale entro gli schemi del populismo classico, ma a marzo era stato arrestato e alla ribalta erano saliti Tichomirov e Morozov, noti partigiani del terrorismo. A sostenere le vecchie tesi, nella redazione, restava il solo Plechanov. Lo spostamento di prospettiva fu subito evidente con l'uscita del Listok Zemli i Voli! (Il Foglio volante di Zemlja i Volja!), presentato come il necessario complemento di una rivista mensile che, per ciò stesso, non poteva seguire di pari passo l'incalzare degli eventi. Esso venne a sostituire in pratica la rivista stessa, di cui sarebbe uscito ancora solo un numero, mentre il «Listok» fino a giugno avrebbe, in cinque veri e propri bollettini di guerra, celebrato le azioni compiute dal partito.
A quel tempo risale l'iniziativa dei derevenščiki di stendere un promemoria da indirizzare ai politiki, per provare a superare le divergenze. L'incarico fu affidato ad Aptekman. Nelle sue note, questi esortava ad «abbandonare la via del terrorismo, perché estremamente pericolosa e tale che potrebbe condurci in un vicolo cieco, in un labirinto dal quale non sapremmo più come uscirne». La lotta politica, anche se fosse terminata con la conquista delle libertà democratiche, avrebbe svuotato il popolo di ogni energia, esso si sarebbe per così dire accontentato, e il traguardo del socialismo si sarebbe allontanato. Per l'altra parte, un documento analogo fu scritto da Aleksandr Kvjatkovskij. Egli sosteneva che Zemlja i Volja era in crisi proprio a causa dei pregiudizi contro la lotta politica, i quali le stavano impedendo di sfruttare il malcontento generale a favore degli interessi popolari. «Mentre la società è sempre più portata all'agitazione, comincia a sollevare il capo, freme, aspetta qualcosa», il partito esitava, restava immobile. Come riferito da Plechanov nei suoi ricordi, Michajlov, già dopo il suo ritorno da Rostov, aveva dovuto ammettere che non c'era più spazio per il lavoro nelle campagne e che occorreva concentrare gli sforzi dove vivevano, nell'ambiente urbano, tra gli operai e gli studenti. Il conflitto non si risolse, e anzi si aggravò, per l'insorgenza di nuove complicazioni legate alla volontà di un uomo, giunto in febbraio a San Pietroburgo, di uccidere lo zar.

#### Il tentativo di Solov'ëv

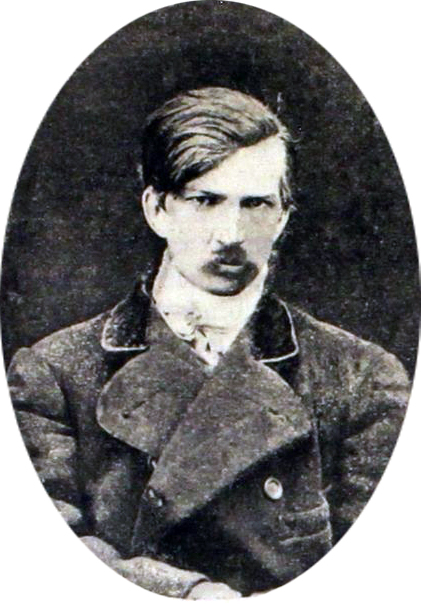
Aleksandr Solov'ëv

Sul principio del 1879, più o meno nello stesso periodo in cui Michajlov era impegnato nella raccolta fondi a sostegno degli operai della Novaja bumagoprjadil'nja (Nuovo cotonificio), una delle fabbriche tessili site sul canale Obvodnyj, in sciopero, Aleksandr Solov'ëv apparve a San Pietroburgo. Non apparteneva a Zemlja i Volja, ma a un gruppo di cui facevano parte anche Vera Figner e Jurij Bogdanovič, ad essa federato, e fino a due anni prima aveva lavorato vicino a Michajlov, quand'egli stava con gli scismatici. Perciò, arrivato nella capitale, lo cercò immediatamente e gli confessò tutto l'affanno degli ultimi mesi che lo aveva infine condotto alla risoluzione di eliminare Alessandro II. Non credeva più nella propaganda e si era persuaso che l'emancipazione del popolo non potesse compiersi sotto il regime imperiale. Occorreva produrre uno sconquasso tale da innescare la rivolta, e un cataclisma tanto potente non poteva che venire dalla morte violenta dello zar. Al suo amico chiedeva solo un'arma e del veleno per porre fine alla sua vita dopo aver sparato.
Michajlov non provò a dissuadere Solov'ëv, la sua mente «era già orientata in tal senso» e accettò la proposta. Pensava ormai che la lotta contro l'autocrazia «per la forte centralizzazione della macchina governativa e l'esistenza di fatto di un unico potere, il potere illimitato dello zar», portasse inevitabilmente a un aperto conflitto con tale autorità.
In quel frangente a San Pietroburgo erano presenti altri due uomini che accarezzavano lo stesso progetto. Si trattava di Ludwik Kobyljanskij (1858-1886) e di Griša Gol'denberg, che poco prima, il 9 (21) febbraio, avevano ucciso il governatore di Char'kov, principe Kropotkin (1836-1879), cugino del noto anarchico. Michajlov, che ne era informato, organizzò una serie di incontri per discutere la delicata questione, cui invitò a partecipare due politiki, Kvjatkovskij e Zundelevič, oltre ai tre aspiranti regicidi. In linea di principio, l'attentato non fu mai in forse: l'incognita era unicamente il nome dell'esecutore. Prevalse la candidatura di Solov'ëv, anche in ragione del fatto che era preferibile, per evitare rappresaglie contro le nazionalità minoritarie, fosse un russo ad uccidere lo zar, mentre Gol'denberg era ebreo e Kobyljanskij, polacco.
Una volta raggiunto l'accordo, Michajlov attese un po' prima di riferire agli altri del circolo fondamentale, giacché erano in fase di definizione due attentati, l'uno contro una spia, e l'altro contro il nuovo responsabile della Terza Sezione.

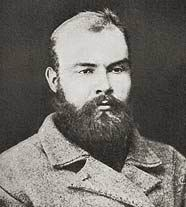
Viktor Obnorskij

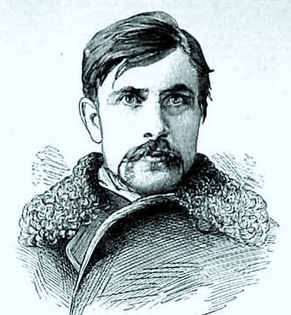
Illustrazione di Michail Popov

Sulla base di informazioni prodotte da Kletočnikov, l'«Unione settentrionale degli operai russi» di Viktor Obnorskij (1851-1919) e Stepan Chalturin era stata annientata in seguito alla delazione di Nikolaj Rejnštejn. Si era decisa pertanto, con l'approvazione del nucleo centrale, la sua soppressione. Il 5 (17) marzo del 1879 Reinštejn fu freddato da Michail Popov (1851-1908), scelto per la missione da Michajlov.
Come nella faccenda di Solov'ëv, anche in questo caso, l'iniziativa non era partita da Michajlov. Era stato Mirskij a proporsi, e Michajlov, facendo affidamento sulle doti di cavallerizzo dell'aristocratico polacco, aveva ideato il piano assistito da Morozov, che aveva seguito gli spostamenti di Drentel'n e procurato la pistola.
Michajlov motivò l'attacco a Drentel'n con il dovere di vendicare i maltrattamenti subiti in carcere dai prigionieri per estorcere loro le confessioni, e con i continui arbitri della polizia che, nella guerra intrapresa contro il partito rivoluzionario, non risparmiava gli innocenti. "Новый начальник, очевидно, решил держаться политики искоренения всего неблагонамеренного, понимая последнее слово в самом широком смысле. Так как шайка злоумышленников живет в мире неблагонамеренных, то при истреблении этого мира погибнет и она. Но неблагонамеренная среда широка: это все студенчество, часть литераторов и адвокатов, молодые люди без определенных занятий и т. д" ('Il nuovo capo della gendarmeria — dirà agli inquirenti — aveva evidentemente deciso di attenersi alla politica dell'annientamento dei sospetti, intendendo questa parola nel senso più vasto. E poiché la banda dei malintenzionati viveva nel mondo dei sospetti, sradicando quelli sarebbe perita anch'essa. Solo che il loro ambiente era variegato, e comprendeva: tutti gli studenti, una parte dei letterati, gli avvocati, i giovani senza una determinata occupazione, ecc.').

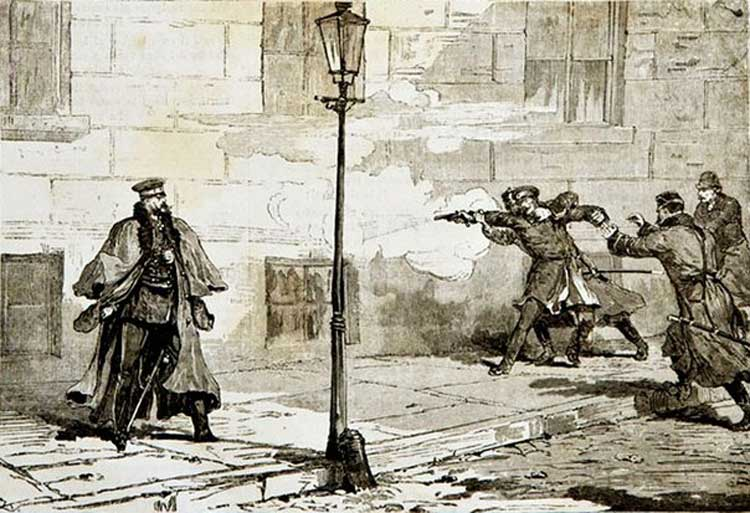
Il tentativo di Solov'ëv visto dalla rivista liberale Vsemirnoj illjustracii (Illustrazioni dal mondo). Nelle riviste d'epoca, Alessandro II appare sempre ritto e sprezzante del pericolo sotto una pioggia di proiettili, ma in realtà lo zar fuggì, inciampò e cadde

Il fallito omicidio di Drentel'n esasperò gli avversari del terrorismo politico all'interno di Zemlja i Volja, e quando, il 29 marzo (10 aprile), all'assemblea di tutti i membri dell'organizzazione presenti a San Pietroburgo Michajlov sollevò la questione del regicidio, senza peraltro svelare l'identità dell'attentatore, la tensione, già alta, esplose. I derevenščiki più duri, Plechanov, Aptekman e Popov, temendo di dover così rinunciare al lavoro nei villaggi, si opposero strenuamente all'idea. La riunione fu burrascosa, volarono minacce, si rischiò la rissa tra Popov e Kvjatkovskij, che pure erano amici e avevano fatto assieme l'esperienza dell'«andata nel popolo». Michajlov, per riportare la calma, dovette ricordare ai compagni il pericolo concreto che il portiere, allarmato dalle grida, avrebbe potuto chiamare la polizia. La seduta si concluse con l'ordine rivolto ai clandestini di abbandonare temporaneamente la capitale in vista dell'inevitabile repressione governativa, un'ammissione che la macchina s'era messa in moto e non la si poteva più fermare. Inoltre i derevenščiki furono invitati a stilare un volantino sull'attentato e a Popov fu chiesto di sorvegliare lo zar.
La notte del 2 (14) aprile, Solov'ëv ricevette la pistola e qualche grammo di veleno da Morozov n casa di Michajlov, dove trascorse la notte. La mattina seguente, un lunedì di pasqua, Solov'ëv e Michajlov si diressero nei pressi del Palazzo d'Inverno. Osservato da Michajlov, che era dalla parte opposta, Solov'ëv sparò in direzione del sovrano, il quale passeggiava come d'abitudine da solo e con la scorta a una certa distanza, quattro o cinque colpi, ma nessuno centrò il bersaglio. Lo zar si mise a correre e incespicò. I gendarmi si lanciarono addosso a Solov'ëv, lui ferì uno di loro, fu abbattuto e preso a sciabolate, ma riuscì a ingoiare il veleno. Non a morire, però. Nel corso dell'istruttoria fu attento a nascondere i suoi movimenti, che avrebbero potuto portare la polizia sulle tracce degli amici. Affermò di aver agito da solo e per ribellarsi in qualche modo alle atrocità, alle miserie che aveva visto moltiplicarsi intorno a sé. Fu condannato a morte e impiccato il 28 maggio (9 giugno del 1879, sotto lo sguardo di Michajlov.

#### Il processo di scissione
L'atto di Solov'ëv provocò l'ennesima ondata di arresti, perquisizioni e vessazioni da parte della polizia. Il Consiglio dei ministri, subito riunito, dispose che tutti i gendarmi avessero in dotazione armi da fuoco, e decise di dividere la Russia in sei governatorati generali militari provvisori. Ai tre già esistenti (Mosca, Kiev e Varsavia), furono aggiunti quelli di San Pietroburgo, Odessa e Char'kov, assegnati rispettivamente a Gurko, Totleben, e Loris-Melikov. Era consentito loro di ordinare l'arresto di qualunque sospetto, senza distinzione di rango o di status sociale, e di esiliarlo, nonché di punire qualsivoglia reato politico con la condanna a morte. Così poté accadere che il 5 (17) marzo 1880 fosse impiccato un minorenne reo di aver diffuso dei proclami.

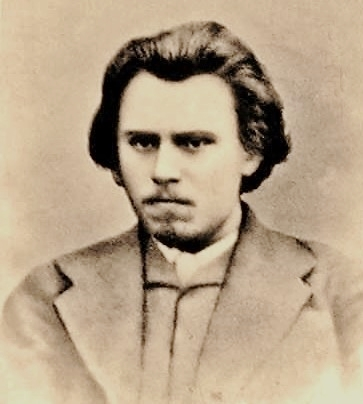
Andrej Željabov

Già in primavera, Zemlja i Volja aveva iniziato a organizzare il congresso nel quale avrebbe dovuto affrontare il dissidio interno. I derevenščiki erano in vantaggio numerico e, tuttavia, più deboli sul piano politico, essendo incapaci di opporre al progetto dei politiki una valida alternativa. Il politiko Michajlov era dunque in minoranza e, volendo arrivare al congresso preparato a tutto, anche alla scissione, eventualità che non si augurava ma giudicava possibile, inviò Frolenko al Sud, con lo scopo di reclutare nuovi compagni di lotta. Frolenko non lo deluse, e radunò un gruppetto di rivoluzionari illegali da tempo, rodati, conosciuti e rispettati nell'ambiente del sottosuolo. Erano i novelli sposi Aleksandr Barannikov e Marija Ošanina, Gol'denberg, Nikolaj Kolodkevič, e Andrej Željabov.

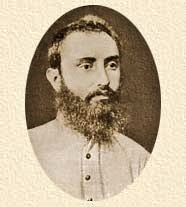
Aaron Zundelevič

Alla repressione governativa, l'ala politica di Zemlja i Volja, che come Comitato esecutivo del partito socialrivoluzionario russo aveva firmato l'esecuzione di Rejnštein e sotto la cui denominazione si raccoglievano allora Michajlov, Kvjatkovskij, Morozov, Tichomirov, Zundelevič Aleksandr Barannikov e pochi altri, rispose creando una sezione interna propedeutica all'attività terroristica, la «Svoboda ili smert» (Libertà o Morte). Non si sa molto su questa organizzazione, la quale in ogni caso non ebbe modo di svilupparsi, tranne che in una certa qual misura Stepan Širjaev ne fu il capo. Contemporaneamente, quasi a voler rimarcare l'esistenza di fatto di una nuova linea, ormai in aperto contrasto con lo storico programma di Zemlja i Volja, Michajlov ottenne di poter pubblicare un nuovo foglio il Listok Zemli i Voli (Il Volantino di Zemlja i Volja), che venne a sostituire il giornale ufficiale, da aprile a giugno.
In estate, quando si avvicinò al gruppo Nikolaj Kibal'čič, originale figura di rivoluzionario e scienziato, Širjaev montò con lui un laboratorio per la produzione di nitroglicerina e dinamite, sotto la costante minaccia di essere scoperti dalla polizia e di saltare in aria. Questo laboratorio, che aveva in Kibal'čič il suo capo tecnico e tra gli affiliati gli studenti Griša Isaev, Ajzik Arončik (1860-1888), due donne reduci dal processo dei 193, Sofija Ivanova e Anna Jakimova, e l'operaio Andrej Presnjakov (1856-1880), riuscì a confezionare in pochi mesi qualche chilo di esplosivo, successivamente impiegato negli attacchi al treno imperiale e al Palazzo d'Inverno.

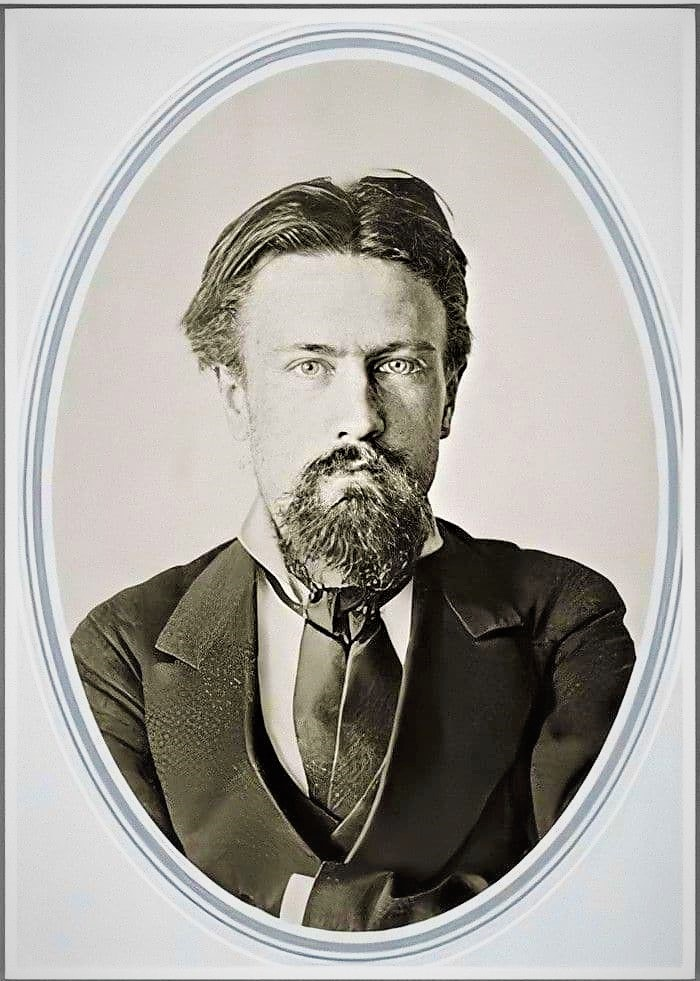
Nikolaj Kibal'čič

Entro la fine dell'estate del 1879, l'originario Comitato esecutivo del Sud, guidato da Osinskij fu completamente sbaragliato. Quanti sfuggirono all'impiccagione, perirono sotto i colpi d'arma da fuoco o finirono ai lavori forzati. Le autorità erano decise a sradicare i ribelli potenziando la repressione, invece di avviare un sia pur minimo processo di democratizzazione, ma ciò non fece che acuire l'estremismo dei rivoluzionari. Furono le forche innalzate a «decine» a tracciare la strada del terrore politico come unica via percorribile per rispondere alla tirannia.
Michajlov intendeva presentarsi al congresso, fissato nella cittadina balneare di Voronež, con l'abbozzo di un programma di base e il nucleo di un'organizzazione compatta, pronta ad agire, così decise di tenere a Lipeck, una località non distante dal luogo del confronto decisivo, un'assemblea preliminare, cui rischiò di non presenziare. Nelle settimane precedenti la riunione, era infatti a Černihiv per occuparsi della sempre più intricata vicenda dell'eredità di Lizogub. Questo grosso possidente che stava per essere processato a Odessa, aveva incaricato l'avvocato Vladimir Driga, che credeva un amico fidato, di provvedere alla liquidazione dei suoi beni a vantaggio di Zemlja i Volja. Così era stato fatto nei primi tempi, ma poi Driga, d'accordo con il fratello maggiore di lui, Fëdor, aveva passato a lui la fortuna di Dmitrij, costringendo Michajlov a intervenire personalmente. A Černihiv non lo trovò. Driga era stato fermato dalla polizia nella sua nuova tenuta di Dovžik, acquistata da Fëdor per 40 mila rubli, senza poi versare nemmeno un copeco, essendo venuto in contrasto con lui e avendo distrutto i documenti che attestavano il passaggio di proprietà tra i due fratelli. Condotto in città, interrogato, e presto rilasciato. Michajlov lo avvicinò per strada e gli chiese spiegazioni. Driga gli fissò un appuntamento per quella sera, e lo informò che era stato sentito, su ordine del generale governatore di Odessa, Totleben, a proposito dei suoi rapporti con Lizogub. Michajlov, prudentemente, giunse sul luogo dell'incontro in anticipo, intuì immediatamente, da un insolito movimento di gente per la via, di essere stato ingannato, e si diresse alla vicina stazione ferroviaria.

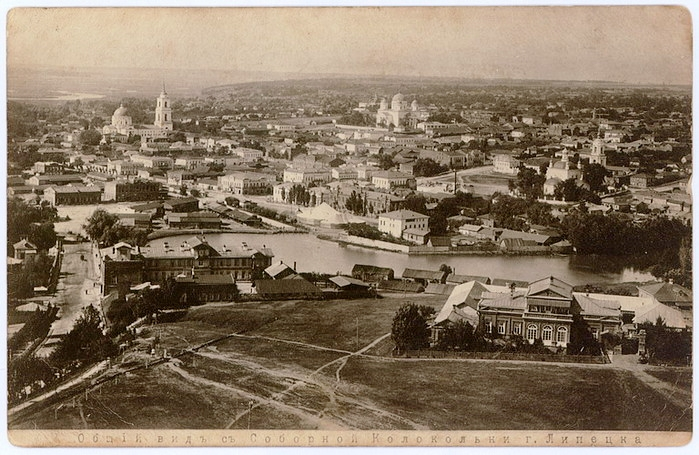
La cittadina di Lipeck

Al congresso di Lipeck, tenutosi dal 15 al 17 (27-29) giugno 1879, parteciparono in undici: Frolenko, i cinque che aveva reclutato, Kvjatkovskij, Morozov, Tichomirov, Širjaev, e Michajlov, che vi giunse con Željabov, con cui si stabilì nello stesso albergo, usando il nome del cognato Bezmenov.
Nei primi due giorni, furono discussi il programma e lo statuto. Il programma non era altro che un appello rivolto a ogni progressista onesto di abbattere il governo tirannico — e non più solo di disorganizzarlo — per conquistare le libertà democratiche e consentire al popolo di eleggere l'Assemblea costituente. Lo statuto, che sarà ripreso senza modifiche da Narodnaja volja, era invece quello complesso e articolato di un'organizzazione di combattenti, centralizzata, disciplinata, segreta e, novità assoluta nella storia del populismo, gerarchica. Si sacrificava l'uguaglianza di tutti i membri di fronte al partito, anche se il principio paritario restava in vigore all'interno del Comitato esecutivo, il nome evocativo di un tempo, finalmente divenuto un soggetto politico concreto. Seguivano, sotto il suo diretto controllo, i «vassalli», agenti di secondo grado, e gli «alleati», elementi di fatto esterni all'organizzazione, utilizzabili come ultima risorsa e per incarichi marginali. Allo scopo di sviare gli inquirenti sull'effettivo potenziale del partito, fu stabilito che nel caso in cui un esponente del Comitato esecutivo venisse arrestato, avrebbe dovuto dichiararsi agente di terzo grado (in realtà categoria inesistente, e anche gli agenti di secondo livello non furono mai più di una decina), lasciando supporre l'esistenza di un centro di comando irraggiungibile, giacché nessuno di coloro che erano in carcere sarebbe rientrato in questa denominazione. Era una mistificazione, un'arma psicologica utile a creare attorno al Comitato un fitto alone di mistero, ad alimentare la leggenda della sua invulnerabilità. Lo statuto prevedeva, infine, la formazione di gruppi di combattimento, suddivisi anch'essi in tre ordini decrescenti, tenuti a eseguire i piani terroristici orditi dal Comitato, e confermava l'elezione d'una «amministrazione», dai compiti similari alla «comunione» di Zemlja i Volja.

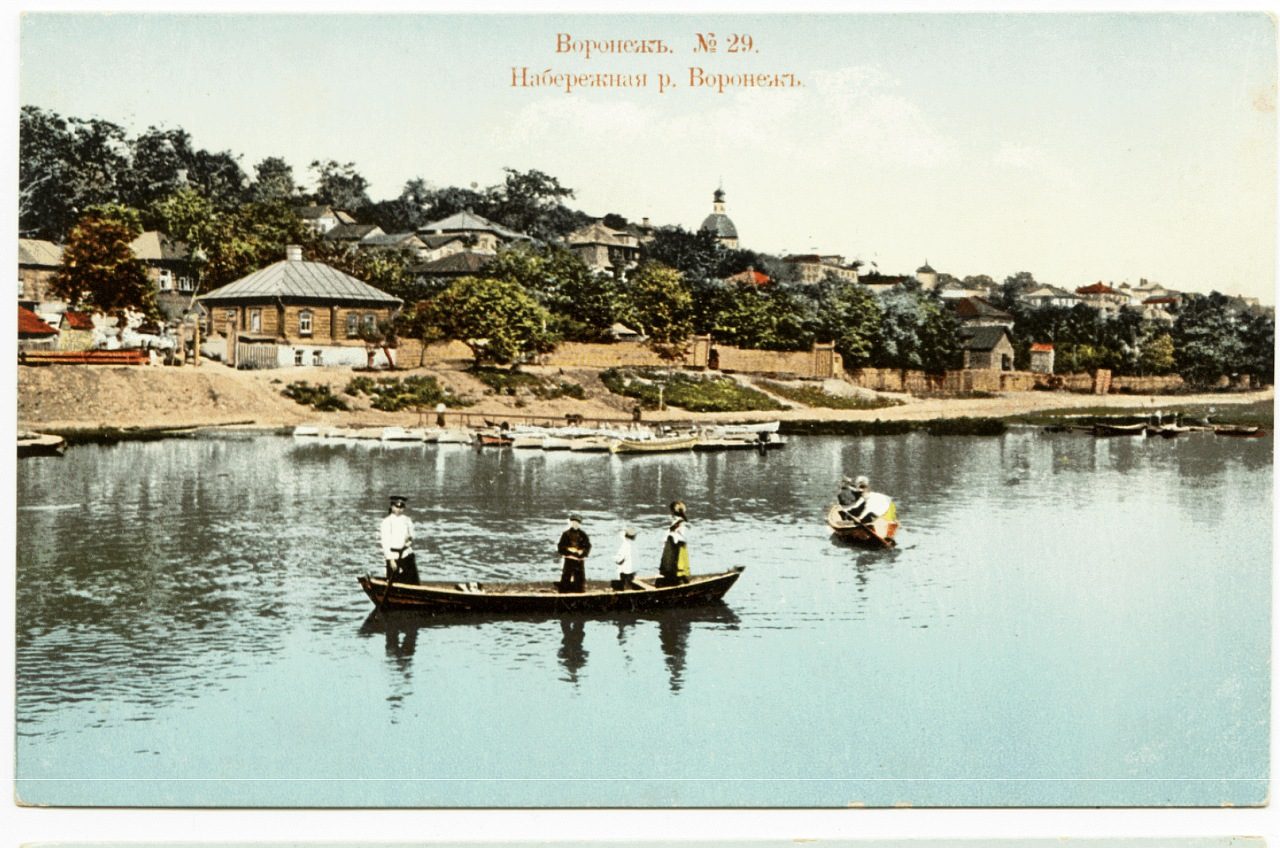
Il luogo del congresso di Voronež

Nella terza e ultima seduta Michajlov pronunciò il suo atto d'accusa contro l'imperatore. Alessandro II aveva inaugurato il suo governo con l'emancipazione dei servi e la riforma della giustizia, ma la successiva politica reazionaria aveva lacerato il velo dell'inganno e mostrato il suo volto autentico: lo zar liberatore era in realtà lo zar forcaiolo. Mai in Russia erano stati eretti tanti patiboli, mai così tante erano state le impiccagioni, e dei più valorosi per giunta, mai i prigionieri avevano subito tali brutali maltrattamenti. Ogni parola di libertà e di costituzione era stata zittita, la vita dei cittadini era sempre più miserabile e infelice. "Должно ли ему простить за два хорошие дела в начале его жизни все то зло, которое он сделал затем и еще сделает в будущем?" ('Si dovrebbe perdonargli per due atti buoni compiuti all'inizio del suo regno, tutto il male fatto poi e che farà in futuro?'), domandò Michajlov al termine della sua filippica. La domanda era retorica, ma i presenti risposero lo stesso, e all'unisono, che no, non avrebbero perdonato. Morozov definisce questo discorso "одна из самых сильных речей, какие мне приходилось слышать в своей жизни, хотя Михайлов по природе и не был оратором" ('uno dei più potenti che mi sia capitato di ascoltare in vita mia, anche se per temperamento Michajlov non era un oratore').
Il 18 (30) giugno a Voronež, il gruppo di Lipeck con l'esclusione di Gol'denberg, ritenuto dai più persona poco affidabile, si aggregò agli altri congressisti: Plechanov, Popov, Preobraženskij, Tiščenko, Aptekman, Debel' (1846-1927), Chotinskij (1852-1883), le sorelle Figner, Vera e Evgenija, la Perovskaja, e Isaev.

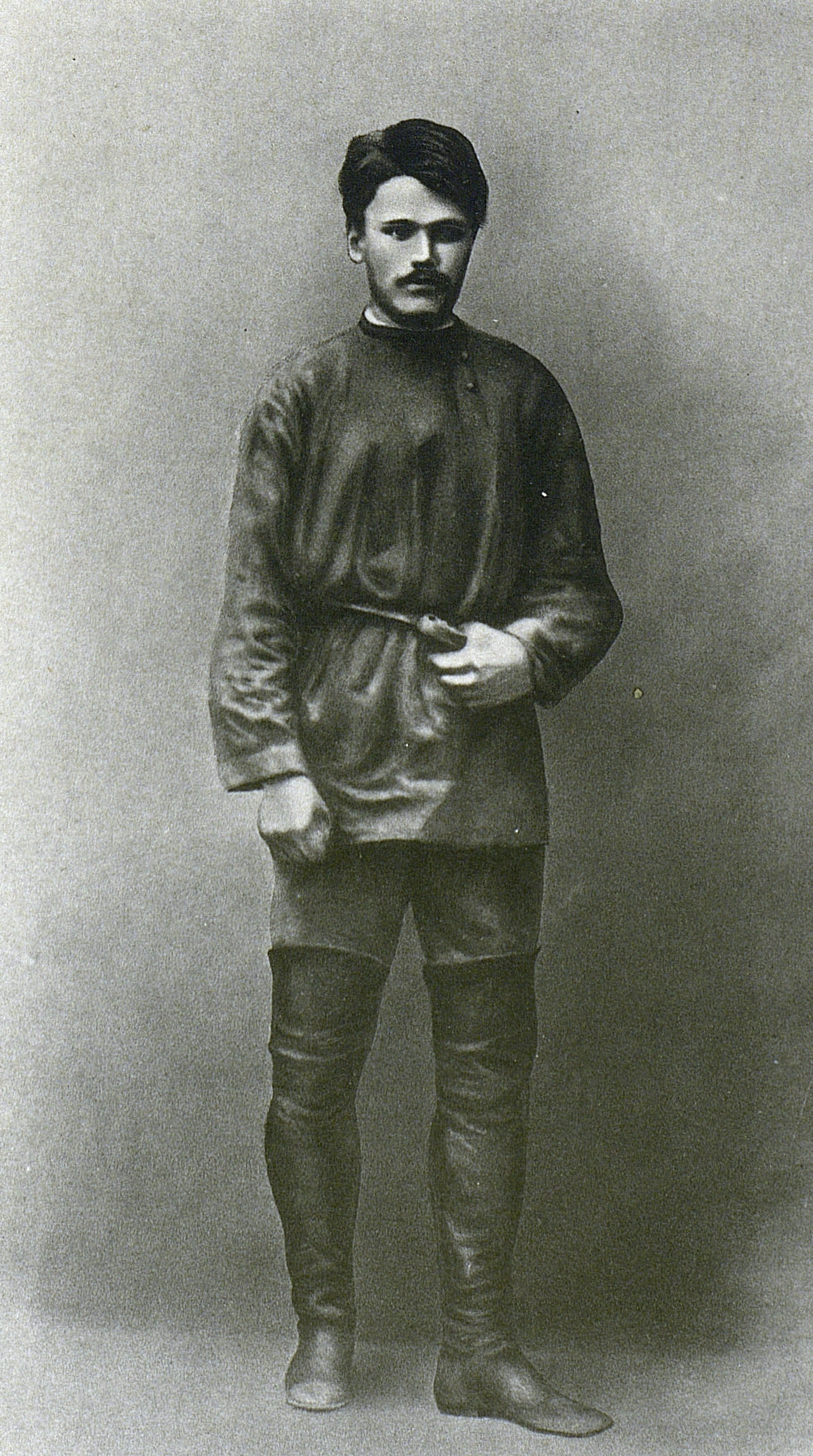
Georgij Plechanov

L'obiettivo di Michajlov nell'aprire il Congresso, il 18 giugno, era far sì che l'organizzazione riconoscesse «la necessità della lotta contro lo Stato e allora essa si sarebbe assunta il compito di condurla a compimento, oppure, in caso contrario, sarebbe stato necessario procedere alla scissione». Fu presentata, e accolta, formale domanda d'ingresso in Zemlja i Volja di Frolenko, Kolodkevič e Željabov. Quindi Plechanov mise sul tavolo la questione del terrorismo, chiese agli astanti se quello era il loro programma, certo che sarebbe stato spalleggiato dai derevenščiki, ma le sue parole furono accolte dal silenzio, perché anche i campagnoli sapevano che in un clima di crescente reazione il lavoro tra i contadini era impossibile. Con l'uscita di scena del più pervicace detrattore del terrorismo, la rottura si faceva meno probabile, e a quel punto a Michajlov anche il compromesso dovette sembrare un buon risultato. C'era ancora la possibilità, non alzando il livello dello scontro, di convincere gli elementi più energici, ed effettivamente la Figner e la Perovskaja avrebbero di lì a poco aderito a Narodnaja Volja.

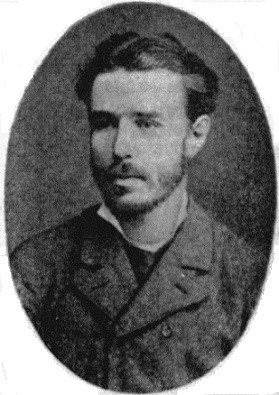
Georgij Tiščenko

Le successive delibere rifletterono una certa prevalenza della fazione terrorista. Michajlov, Frolenko e Tiščenko furono eletti nella nuova «comunione», cioè due membri su tre erano politiki. Stessa proporzione, se non qualcosa di più, nella redazione del Listok, giacché erano stati confermati Morozov e Tichomirov, ma al posto del transfuga Plechanov era stato nominato sempre Tiščenko, una figura di minore ampiezza intellettuale. Anche la decisione di impegnare un terzo delle risorse finanziarie nelle attività terroristiche era stata un'inconsapevole vittoria dei politiki. Al momento di dividere le sostanze del partito, infatti, si appurò che nel periodo tra l'ottobre del 1878 e l'agosto del 1879, solo un quarto dei fondi era andato ad alimentare la lotta armata. Senza contare che i due terzi di un modesto capitale, qual era quello di Zemlja i Volja, sarebbero comunque finiti con l'essere assorbiti dal nucleo cittadino, che doveva far fronte alle tante spese legate alla gestione di un'organizzazione illegale: gli affitti degli appartamenti, l'acquisto dei materiali per la tipografia, il rimborso degli spostamenti in lungo e in largo per la Russia, i compensi da elargire agli informatori, la sopravvivenza fisica di quanti passavano alla clandestinità e non potevano più mantenersi da soli, ecc.
Nel corso dell'ultima sessione, il 21 giugno (3 luglio), furono ammessi nel «circolo fondamentale» altri tre membri, candidati questa volta dai derevenščiki e appena rientrati dall'estero: Dejč, Stefanovič (1854-1915), e la Zasulič. Il loro intervento chiarì che non si trattava tanto di approvare o condannare il terrorismo, quanto di decidere se dovesse essere rivolto contro funzionari governativi, spie e kulaki, per la difesa del popolo oppresso e dell'organizzazione, o contro lo zar in persona, per la Costituzione. Essi assicuravano che l'insurrezione contadina era possibile, che il popolo stava cominciando a capire chi davvero tutelava i loro interessi, e che era perciò insensato interrompere il lavoro nelle colonie.
Il congresso di Voronež si chiuse amichevolmente, ma tornati a San Pietroburgo i derevenščiki e i politiki tornarono a discutere. Furono coinvolti anche gli zemlevol'cy in carcere, che non avevano vissuto in prima persona gli ultimi avvenimenti e restavano perciò fedeli all'impostazione originaria, insistendo particolarmente sul fatto che il regicidio, condivisibile in linea di principio, doveva essere rinviato finché il lavoro nelle campagne non avesse garantito ai rivoluzionari l'appoggio del popolo.

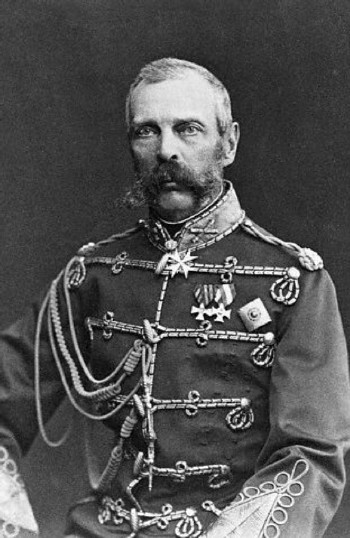
Alessandro II nel 1880

Alla fine la scissione maturò il 25 agosto (6 settembre) al congresso di San Pietroburgo. Il vero significato di questo avvenimento fu la rottura di una parte dei populisti con la vecchia ideologia anarchica, apolitica e fiduciosa nello spontaneismo dei contadini oppressi. I politiki, infatti, si fecero portatori di un nuovo pensiero; essi affermarono la necessità della lotta politica per realizzare il socialismo. Il regicidio era, secondo la loro analisi, l'unico mezzo in grado di sgretolare l'autocrazia, dare il via all'insurrezione e consentire al partito rivoluzionario di introdurre i diritti politici per preparare il passaggio del potere supremo nelle mani del popolo. Solo allora Narodnaja volja, che si sarebbe candidata alle elezioni con il suo programma, avrebbe iniziato la battaglia finale per il socialismo in un'Assemblea costituente, verosimilmente composta in larghissima maggioranza dai legittimi rappresentanti dei contadini e degli operai. Il giorno successivo, i futuri narodovol'cy compirono il loro primo atto politico, emettendo la sentenza di condanna a morte per Alessandro II.
Si procedette alla divisione dell'eredità di Zemlja i Volja: la tipografia, i fondi, perfino il nome. La tipografia restò ai derevenščiki, ma i tipografi seguirono Michajlov. L'esile cassa del partito, in realtà, non fu scissa. I politiki trovarono le risorse economiche per conto proprio, con le sottoscrizioni e con un ultimo fondo lasciato loro da Lizogub, che era stato recuperato. E infine, il nome. I politiki si presero «volja», nel suo duplice significato di «volontà» e di «libertà», e si denominarono «Narodnaja volja» (Volontà del popolo); i derevenščiki si presero «zemlja», e si battezzarono «Čërnyj peredel» (Ripartizione nera), intendendo con questo riallacciarsi all'iniziale programma populista che chiedeva la ridistribuzione delle terre alle comunità contadine. La vita del Čërnyj peredel fu breve e quasi priva di storia. Nel gennaio del 1880 un traditore mise la polizia sulle tracce della tipografia, che aveva appena stampato il primo numero dell'organo di partito. Poco dopo il gruppo dirigente prendeva la via dell'esilio in Svizzera. Agli elementi più desiderosi di agire, privi di una guida, non restò che confluire nella Narodnaja Volja, praticamente la sola organizzazione rivoluzionaria operante nel paese. L'unico dirigente a seguire il loro esempio fu Stefanovič, che dopo il 1º marzo entrò a far parte del Comitato esecutivo, ma sarà arrestato nel 1882 e condannato a otto anni di lavori forzati.

### L'ultimo anno di attività

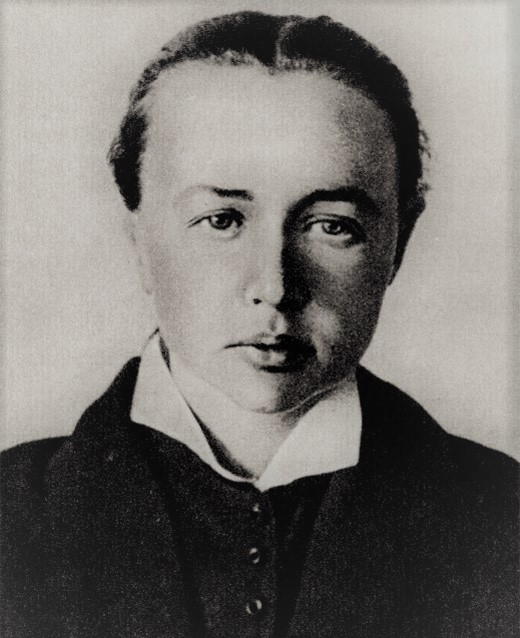
Sof'ja Perovskaja

In autunno Michajlov fondò la sezione moscovita di Narodnaja volja, quindi rinnovò i contatti con i circoli studenteschi e gli operai. Fino all'autunno successivo, alla vigilia dell'arresto, fu lui a coordinare tutte le attività dell’organizzazione, dal laboratorio per la produzione della dinamite alla tipografia, dalla raccolta fondi per la sopravvivenza materiale del gruppo clandestino alla supervisione della corrispondenza coi movimenti socialisti stranieri. Fu in questo arco di tempo che conobbe Anna Korba, di cui s'innamorò in segreto, perché l'amore non doveva interferire con il lavoro rivoluzionario, focalizzatosi immediatamente sull'esecuzione di Alessandro II.
A ottobre, l'efficiente stamperia organizzata da Michajlov, Kvjatkovskij e Zundelevič, con la collaborazione dei tipografi Buch (1853-1934) e Ivanova, poteva presentare al pubblico la rivista mensile Narodnaja Volja. In essa i narodovol'cy avevano modo di far circolare le proprie idee, di impostare su solide basi politiche la campagna terroristica avviata all'indomani della scissione. Tre numeri di «Narodnaja Volja» furono pubblicati uno dietro l'altro, promossi con una tiratura superiore ai 2500 esemplari; poi, nel gennaio del 1880 la stamperia fu scoperta, e la rivista sostituita con un Listok, di cui uscirono tre numeri fino a dicembre, e nei quali l'organizzazione di Michajlov non ebbe più spazio per le analisi teoriche e dovette limitarsi alla cronaca della sua battaglia contro l'autocrazia.
Il Comitato esecutivo elaborò un triplice piano per uccidere lo zar quando, verso novembre, sarebbe rientrato a San Pietroburgo dalle vacanze estive trascorse a Livadija. L'idea era di minare i binari e farli saltare in aria al momento del passaggio del treno imperiale, ma poiché il sovrano sarebbe potuto sia arrivare a Odessa per mare e poi prendere il treno, sia servirsi della ferrovia che da Sinferopoli — via Charkiv, Kursk e Mosca — raggiungeva San Pietroburgo, selezionarono tre siti: Odessa, Mosca e Aleksandrovsk. Michajlov fu impegnato nel tentativo di Mosca.
Egli, usando vecchi contatti stabiliti ai tempi della sua «andata nel popolo», acquistò dai Vecchi credenti nel villaggio di Novaja Andronovka, dietro l'avamposto Rogožskaja, alla periferia di Mosca, per circa mille rubli, una piccola casa di legno a due piani con cortile e capannone annesso, in un'area scarsamente popolata e illuminata, che godeva di una buona vista della ferrovia e della strada. Nella casa, distante poco più di tre chilometri dalla stazione di Mosca, sulla linea ferroviaria Mosca-Kursk, vi stabilì come padroni di casa i coniugi Suchorukov, ovvero Sof'ja Perovskaja e Lev Gartman (1850-1913). A Mosca, affittò un appartamento in piazza Sobač'ej, che affidò ad Arončik e a Galina Černjavskaja (1854-dopo 1927), per avere una casa sicura dove accogliere i Suchorukov e altri partecipanti all'impresa dopo che fosse stata compiuta. Michajlov, Barannikov, Isaev, Gartman, e per un periodo più breve Gol'denberg e Širjaev, scavarono una galleria, che dalle cantine doveva condurre alla massicciata della ferrovia, lunga all'incirca 42 metri, ma il grosso del lavoro fu fatto principalmente dai primi due.

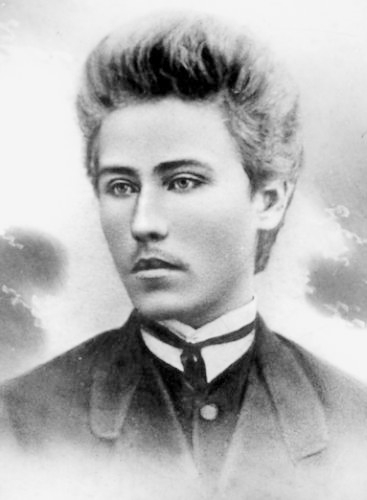
Stepan Širjaev

Lo scavo si rivelò molto pericoloso e faticoso. Carponi, in uno spazio alto circa 79 centimetri, sterravano con le vanghe, quindi rigettavano indietro il terreno, su apposite piastre metalliche tirate da una corda, che poi veniva spalato, ammassato nel luogo dove era stata aperta la buca, e sparso nel cortile. La volta era rinforzata da assi, come pure il terreno, ma l'acqua colava dall'alto e il fango si insinuava dal basso. L'aria era irrespirabile, faceva freddo, gli scavatori erano illuminati solo da una candela, e permanente era il rischio di un crollo. All'inizio di novembre, il terreno s'impregnò d'acqua e la galleria fu inondata fino a un'altezza di mezzo metro. Fu necessario pompare l'acqua. Poi, ci fu un altro imprevisto. Dalla strada, sopra la galleria, era visibile un fossato: la terra poteva franare. Di notte, l'avvallamento fu colmato di terra e appianato.
Alla fine la galleria fu completata, ma temendo che l'esplosivo non fosse sufficiente, Michajlov inviò Gol'denberg a prenderne da quelli di Odessa, essendo ormai certo che a causa del maltempo lo zar non avrebbe viaggiato per mare. Il 14 (26) novembre il pesatore della stazione di Elizavetgrad (oggi Kropyvnyc'kyj) si accorse che una piccola valigia proveniente da Odessa era insolitamente pesante date le dimensioni, e la consegnò a un gendarme. Gol'denberg, che vi aveva nascosto la dinamite, riconobbe la valigia per la propria, ma quando gli chiesero di aprirla, tentò senza fortuna la fuga.

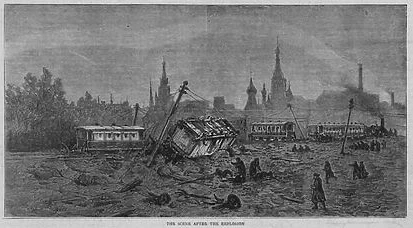
"Dopo l'attacco al treno dello zar", illustrazione della rivista inglese The Graphic

Il 18 (30) il treno imperiale attraversò Aleksandrovsk, ove la direzione dell'attentato era stata affidata a Željabov, ma l'esplosione per una ragione ignota non si verificò. Restava l'opzione di Mosca. Il 19 novembre (1º dicembre), Širjaev, che aveva deposto la mina e doveva farla detonare, quando vide transitare un convoglio troppo in anticipo sull'orario che, secondo le informazioni in suo possesso, era quello stabilito per il transito dello zar, lo lasciò passare e azionò la batteria poco dopo, al passaggio di un secondo treno. Era questo il treno di servizio, coi bagagli dell'imperatore e il personale di cancelleria. Non ci furono vittime, nonostante il deragliamento dei binari. Alessandro II, che era sul primo convoglio, apprese a Mosca del pericolo scampato.
Intanto, erano iniziati gli arresti. Sia che fosse per il tradimento di qualcuno, sia per poca disciplina cospirativa, da ottobre a dicembre 1880, in rapida successione, Narodnaja Volja perdeva Zundelevič, Kvjatkovskij, Evgenija Figner e Širjaev. Infine, nella notte tra il 17 e il 18 (29 e 30) gennaio, cadeva la tipografia. Era stata scoperta durante una perquisizione in casa di un narodovolec che non aveva rapporti con la stamperia. Qui era stato trovato un modello di passaporto falso, usato per gli esercizi di contraffazione, sul quale compariva il nome con cui Buch era iscritto nei registri della polizia.

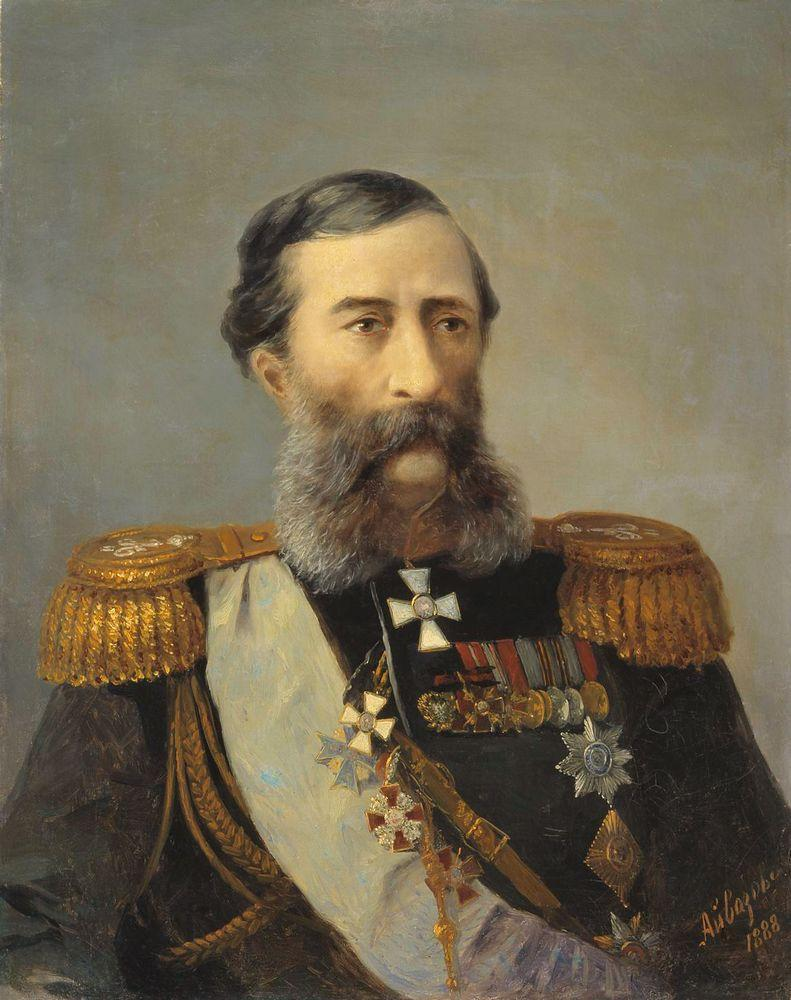
Il conte Loris-Melikov

Dopo l'attentato di Chalturin, l'imperatore decise la creazione di una Commissione suprema per farla finita con la sedizione, a capo della quale nominò il governatore di Char'kov, Loris-Melikov. Egli sarebbe stato l'unico responsabile di fronte allo zar del ristabilimento dell'ordine, e perciò gli furono attribuiti poteri quasi assoluti. Prese sotto il suo diretto comando la gendarmeria di San Pietroburgo, affinché fosse assicurata una più rapida circolazione delle informazioni e la piena collaborazione tra i vari organi governativi, e abolì la Terza sezione, le cui funzioni furono trasferite al Dipartimento della polizia di Stato presso il Ministero degli Interni. Loris fu destro a perfezionare la macchina della repressione, a razionalizzarla, avendo cura di evitare arbitri e di lasciare indisturbata la popolazione. Riuscì così a isolare i rivoluzionari. Il proselitismo languì. Gli indecisi, allettati dal nuovo clima distensivo e credendo vicino il momento delle riforme costituzionali, attendevano.
In estate, i narodovol'cy organizzarono un altro tentativo contro Alessandro II a San Pietroburgo. In via Goroсhovaja, fu posata una mina sotto il ponte Kamennyj che attraversa il canale Griboedov, la quale sarebbe dovuta esplodere nel caso lo zar fosse rientrato in città da Carskoe Selo per questa via. Michajlov avrebbe dovuto sovrintendere l'operazione affidata a Tetërka e a Željabov, ma la vicenda si risolse in un nulla di fatto perché i rivoluzionari non riuscirono a scoprire l'ora del passaggio del corteo imperiale. Poco dopo Michajlov si occupò della pianificazione di quello che sarebbe risultato essere l'attentato fatale alla vita dello zar. Raccolse un'ingente somma d denaro, delineò assieme ai compagni del Comitato esecutivo le linee generali del complotto e approvò il luogo per l'attentato; era quasi tutto pronto, quando fu arrestato.

### L'arresto

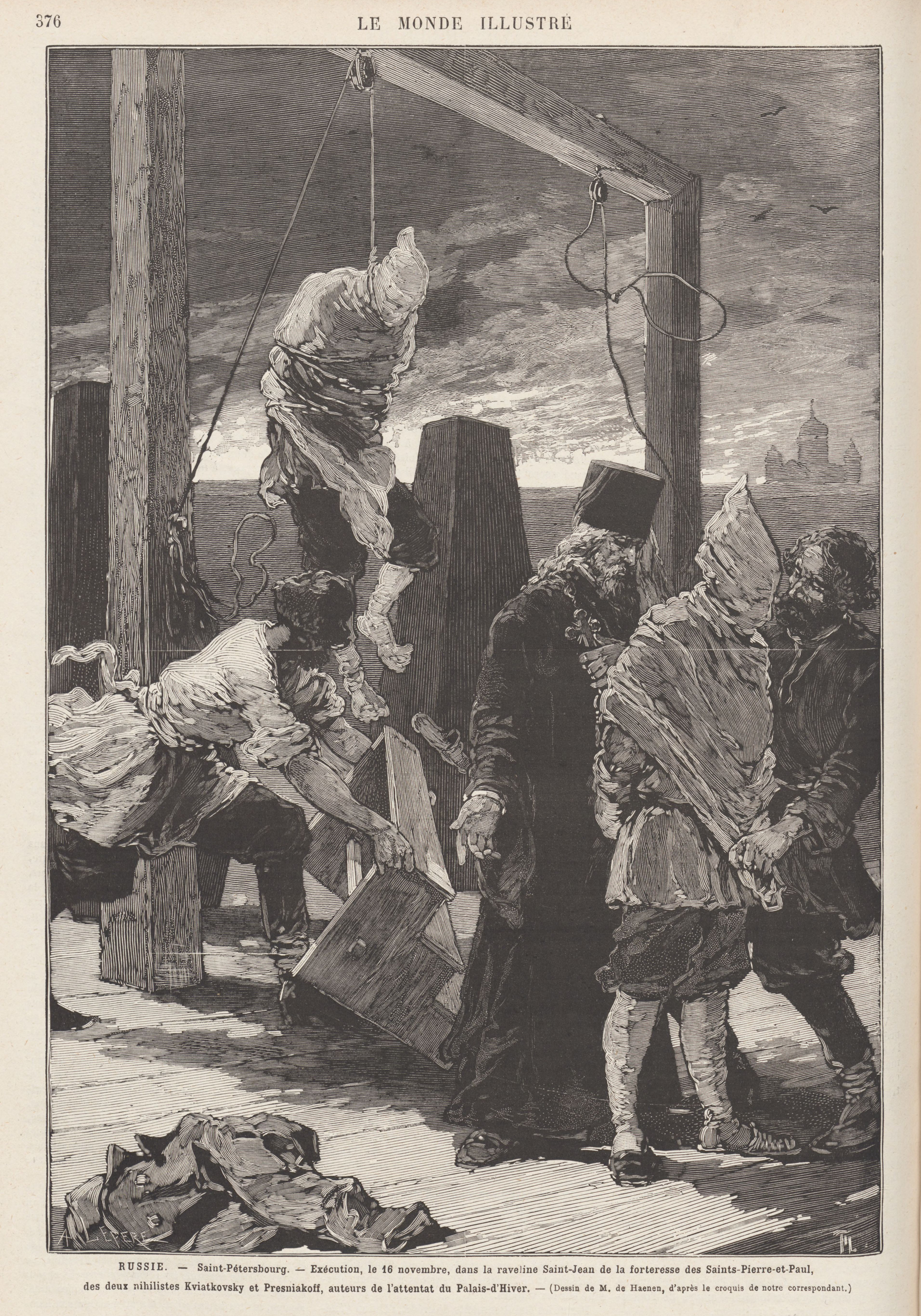
L'esecuzione di Kvjatkovskij e Presnjakov secondo il numero de Le Monde illustré del 18 dicembre 1880

Il processo dei 16, che si era svolto tra il 25 e il 30 ottobre (6-11 novembre) del 1880, vide imputati tra gli altri, Kvjatkovskij, Presnjakov, che era stato arrestato il 24 luglio (5 agosto) e Širjaev. La sentenza, resa nota il 31 ottobre (12 novembre), emise cinque condanne a morte, ma poi confermò solo le esecuzioni di Kvjatkovskij e Presnjakov. I due furono impiccati il 4 (16) novembre, alle 8 e 10 di mattina, all'interno della fortezza Pietro e Paolo, sul lato sinistro del rivellino di Ioann (Ioannovskij ravelin).
La conclusione del processo turbò moltissimo Michajlov. Ai compagni scrisse una toccante lettera:
(Lettera di Michajlov ai condannati del processo dei 16 in Process 16-Ti.)

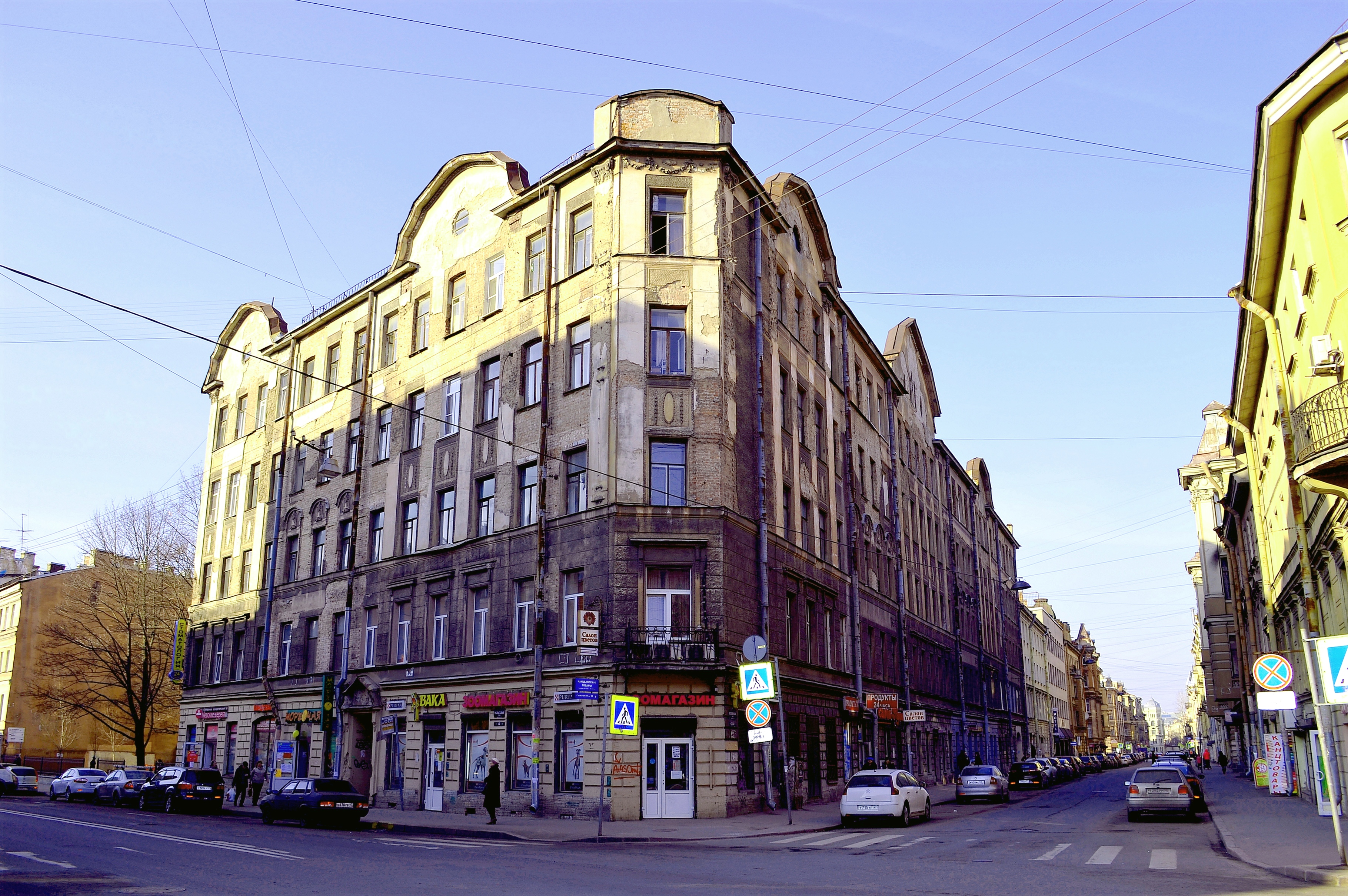
Il luogo in cui Michajlov fu arrestato: angolo di via Kolomenskaja con via Raz"ezžaja

Era consuetudine distribuire ai seguaci le foto dei rivoluzionari giustiziati, o comunque incarcerati, qualcheduna era anche inviata ai parenti, altre erano conservate per la storia del movimento populista, perciò Michajlov aveva chiesto ad alcuni studenti, simpatizzanti di Narodnaja Volja e che, essendo incensurati, rischiavano ben poco, di ordinare le copie di alcune fotografie. Irritato dal diniego, si sentì in obbligo di andarci lui stesso, fedele alla sua regola di vita che recitava: "Ты должен, а потому ты можешь!" ('Devi, dunque puoi!'). Il padrone del negozio, quando vide le foto che dovevano essere duplicate, con un pretesto si allontanò e chiese al cliente di attendere. Rimasta sola con Michajlov, la moglie del fotografo si mise le mani al collo, come a suggerirgli che sarebbe stato impiccato anche lui. Michajlov se ne andò e, nel riferire l'inquietante episodio ai compagni, fu caldamente pregato di non tornare a prendere le copie delle fotografie. Lui assicurò di non essere uno stupido, ma l'indomani commise la fatale imprudenza.;
Michajlov sostiene di essere entrato da Taube, dove c'era un poliziotto in borghese, e di aver preso le copie delle fotografie ordinate, che erano quelle di Bogoljubov e di un altro partecipante alla manifestazione del 1876, quindi di essere entrato da un altro fotografo, sempre sulla prospettiva Nevskij per prendere le foto di Okladskij e di Tichonov (1851-1883), due dei condannati al processo dei 16. A quel punto si accorse di essere seguito, provò a far perdere le proprie tracce svoltando in via Raz"ezžaja, ma all'angolo con via Kolomenskaja, mentre cercava di prendere una carrozza, fu arrestato.

### Il periodo di carcerazione preventiva

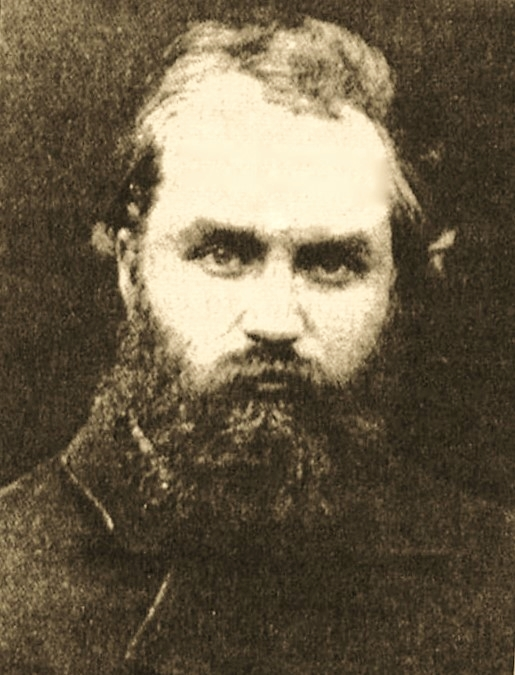
Foto scattata a Michajlov dopo l'arresto

Al momento dell'arresto Michajlov disse di essere il tenente d'artiglieria in pensione Konstantin Polivanov. Anche dopo la perquisizione nel suo appartamento, dove li condusse egli stesso nella speranza di riuscire a cogliere l'occasione propizia per darsi alla fuga, e che rivelò il possesso di un pud abbondante di dinamite, non volle cambiare la sua dichiarazione. Tuttavia, il 3 (15) dicembre la polizia già conosceva la sua vera identità. Ciò fu possibile perché, come riferisce in lettera Michajlov, gli fu messo a confronto Vladimir Drigo, il quale era al corrente di quale fosse il suo nome legale. Nulla sapeva però del ruolo di primo piano svolto nell'organizzazione rivoluzionaria, ma per questo gli inquirenti non ebbero che da rivedere i dati, completi di descrizione fisica, forniti da Gol'denberg in appendice alla sua confessione, un documento di settantaquattro pagine scritto il 6 (18) aprile 1879, in cui consegnava al vice procuratore di Odessa, Dobržinskij, ingenuamente persuaso che così li avrebbe salvati dalla morte, ben centoquarantatré compagni. Il 16 (28) dicembre giunsero a San Pietroburgo, convocati dalla polizia per il riconoscimento, i genitori di Michajlov, che poté vedere un'ultima volta.
Recluso nella Casa di detenzione preventiva, Michajlov fu ripetutamente interrogato — e senza risultato — proprio da Dobržinskij in merito a un taccuino che aveva con sé al momento dell'arresto, e che solo in minima parte gli investigatori erano riusciti a decriptare. Di lui dice Michajlov nella lettera alla Korba del 5 (17) gennaio 1881: "Они уверены, что я много знаю, а не получают от меня ничего. Их задача в задушевной беседе получить как можно больше указаний. Они имеют много откровенных сведений и потому невинный намек иногда связывает их, открывает в деле целую область. Они бездушны и ловки. Личные сочувствия и знания слабостей человеческих помогают им сильно" ('Il responsabile del mio affare è estremamente cortese e rispettoso. Ma qui sta la malizia. Egli comprende che io so parecchio e che non otterrà nulla da me. La sua tattica è così quella di entrare in intimità per avere delle confidenze. È in possesso di molte precise informazioni e quindi, talvolta, anche la parola più innocente può palesargli il quadro intero della situazione. È gente senza cuore e abile').

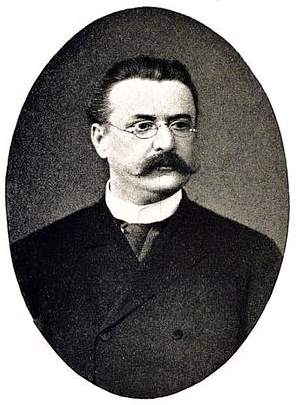
Il procuratore Dobržinskij

Fu invece Michajlov a trarre profitto dagli interrogatori, perché li trasformò nell'opportunità di fare la storia del movimento rivoluzionario degli anni Settanta per rimetterla al popolo russo e ai posteri. In una serie di deposizioni scritte, senza fare nomi, tranne di chi era deceduto o era già stato condannato, e senza lasciar trapelare nulla che fosse ignorato alle autorità, espose non solo i fatti, ma soprattutto le motivazioni interiori che avevano esortato la gioventù russa alla lotta contro il governo, il suo percorso formativo e ideale. Alle sue dichiarazioni iniziali, che erano destinate a divenire fonte primaria di ricerca per gli storici volti allo studio del populismo rivoluzionario, Michajlov ne aggiunse una prima, su richiesta del procuratore, dopo l'attentato mortale contro Alessandro II, e una seconda, spontanea, il 7 (19) luglio, che concludeva rimarcando il concetto che il partito socialrivoluzionario russo non aveva avuto altra scelta che il terrore politico. Prima che iniziasse lo spargimento di sangue, i socialisti avevano tentato di realizzare le proprie «alte aspirazioni» usando i mezzi pacifici, di stampo occidentale. Ma i propagandisti erano stati puniti con i lavori forzati; per il possesso di un libro proibito, avevano subito il carcere e l'esilio. Chiunque si era avvicinato al popolo era stato perseguitato come fosse un delinquente. Il governo aveva soffocato la «rivoluzione armata di parole», e i socialisti avevano dovuto contrattaccare. Era in atto una guerra tra le autorità e il partito, e la guerra portava con sé il suo carico di dolore: da una parte la forca, dall'altra, la dinamite. I socialisti non erano mostri sanguinari, erano persone decise al sacrificio di sé «per alleviare la sofferenza umana», e avrebbero continuato a dare alla lotta l'unico carattere che la repressione imponeva loro.
A febbraio Michajlov fu trasferito nel bastione Trubeckoj, in attesa del processo. Dopo il 1º marzo, lui e altri narodovol'cy furono tenuti sotto stretta osservazione dai gendarmi, che ogni tre ore si avvicendavano nelle celle. Così descriverà in seguito, in una lettera ai compagni, la sua vita in quel 1881:
(Lettera ai compagni del 16 (28) febbraio 1882, in Michajlov, pp. 233-234)

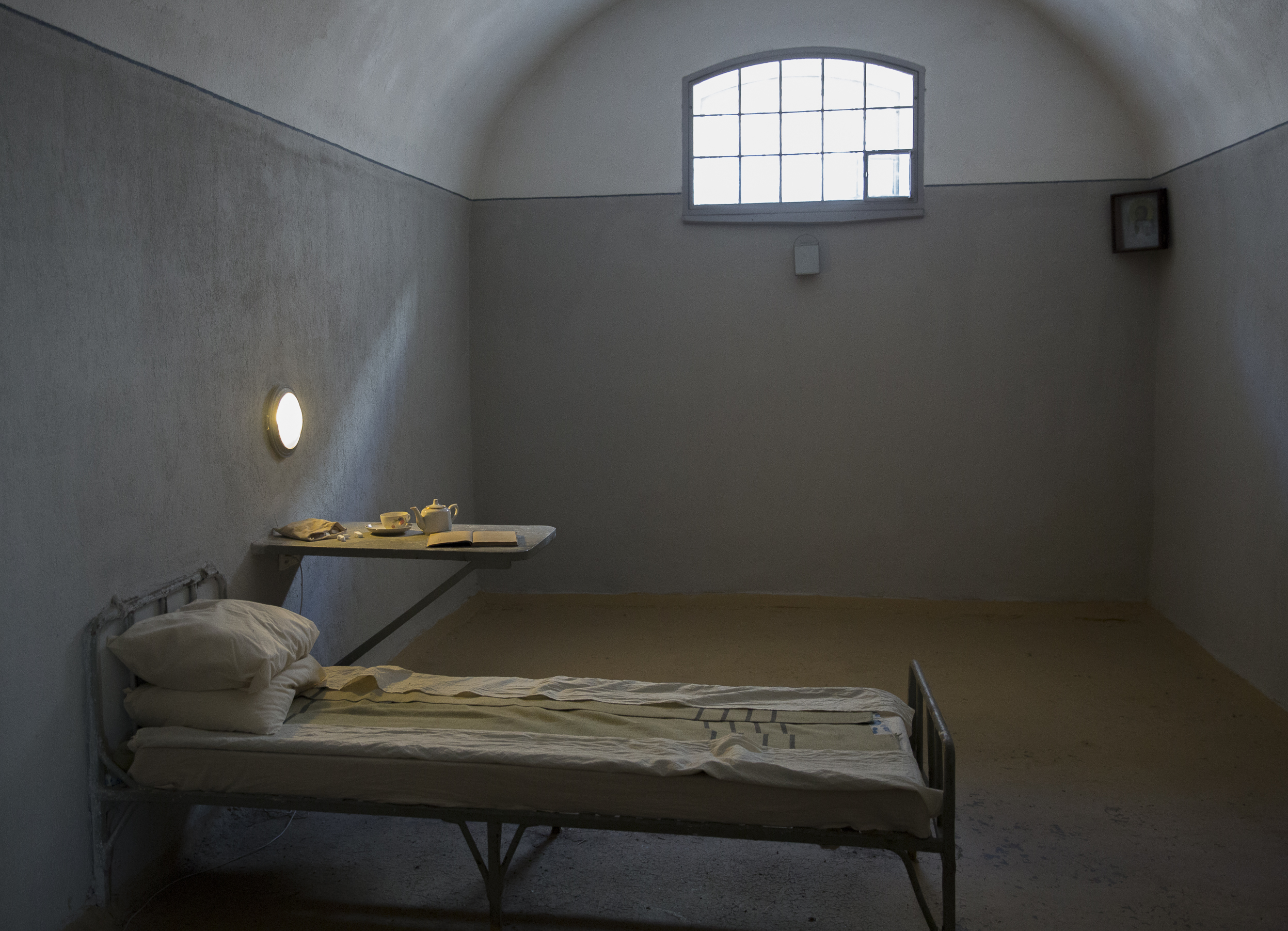
Aspetto di una cella del bastione Trubeckoj, tra quelle riservate ai prigionieri indagati, nel 1880

Un anno dopo, il 9 (21) febbraio 1882, fu di nuovo ricondotto alla Casa di detenzione preventiva, per l'inizio del processo.

### Il processo

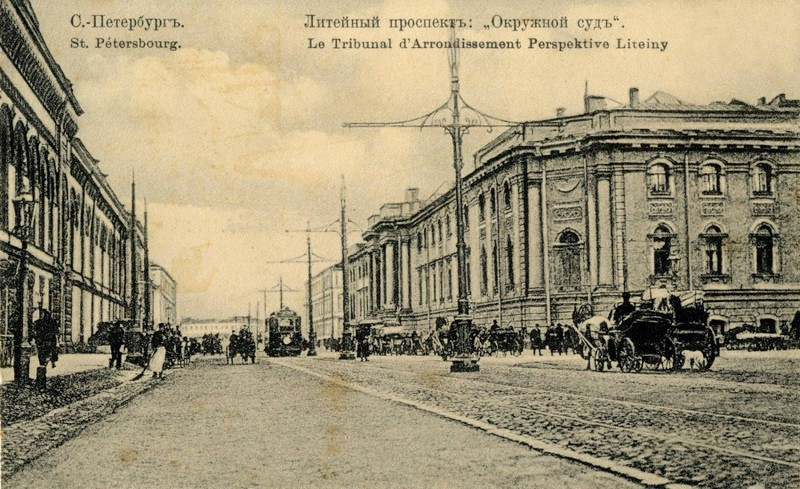
Il tribunale distrettuale di San Pietroburgo, a destra, prima di essere incendiato e distrutto il 27 febbraio (11 marzo) 1917

Quando Michajlov, il 9 (21) gennaio 1882, ricevette l'atto di accusa, diede incarico alla cugina materna Ekaterina Nikolaevna, che viveva a San Pietroburgo, di contattare un avvocato che avrebbe dovuto svolgere non il ruolo di difensore quanto quello di consigliere in materia legale.
Il processo si celebrò dal 9 al 15 (21-27) febbraio nel medesimo tribunale distrettuale adiacente alla Casa di detenzione preventiva, cui era collegato da un corridoio interno, dove dal 1877 venivano dibattute le vertenze politiche. Come la causa contro i pervomartovcy, si svolse davanti a una Commissione speciale del senato, ma, diversamente da questa, a porte chiuse; il procuratore generale era ancora Murav'ëv (1850-1908); l'avvocato di Michajlov era lo stesso Kedrin (1851-1921) che aveva difeso la Perovskaja; diverso era invece il giudice: si trattava di Dejer (1832-1911), che nel gennaio 1873 aveva presieduto la causa contro Nečaev.
Fu questo il più grande processo mai tenuto fino allora contro Narodnaja Volja. Tra i venti imputati, c'erano ben dieci membri del Comitato esecutivo, compreso Michajlov, che s'impose presto come la personalità principale del processo. Le sue parole, l'eccezionale autocontrollo che mostrò in condizioni di palese animosità, per rappresentare al meglio il partito di cui era il «guardiano», contribuirono a farne la "мужественной последовательности, прямоты и решимости нести все последствия своей деятельности" ('coraggiosa incarnazione della coerenza, della rettitudine e della determinazione a sopportare tutte le conseguenze della sua attività').

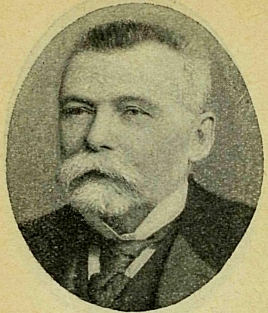
L'avvocato di Michajlov, Evgenij Kedrin nel 1906

Michajlov doveva rispondere, in particolare, del reato di complicità nel tentativo di regicidio compiuto da Solov'ëv, dell'esplosione al treno del 19 novembre (1º dicembre), del progettato attentato al ponte Kamennyj, di corresponsabilità nei fatti del 1º marzo, e di aver aderito a una società segreta finalizzata al rovesciamento del governo. Dopo aver letto i capi d'accusa ai convenuti e rigettato una dichiarazione preliminare di Michajlov a nome dei compagni, il Tribunale informò gli imputati che sarebbero stati richiamati in aula da soli o in piccoli gruppi per rispondere dei singoli reati.
In relazione ai primi due capi d'accusa, imperniati sulle confessioni di Gol'denberg, che dovevano essere rigettate in quanto espressione di una visione soggettiva e alterata della realtà, Michajlov ammise le proprie responsabilità, previa precisazione di aver agito su ordine del Comitato esecutivo, Per quanto riguarda il ruolo da lui svolto nella mancata esplosione al ponte, evento nel quale fu implicato da uno degli imputati, il traditore Vasilij Apollonovič Merkulov (1860-1910), spiegò che non vi aveva preso parte attiva in alcun modo, pur avendone notizia. Come del resto, non poteva conoscere i dettagli del piano relativo al 1º marzo, né tutte le persone coinvolte, dal momento che era stato arrestato tre mesi prima che il colpo andasse ad effetto, ma naturalmente sapeva che il partito stava tramando qualcosa contro il sovrano.
La discussione sul reato di appartenenza a una società segreta vide Michajlov quale primo teste e, dal modo in cui impostò il discorso, poté dare agli altri coimputati le indicazioni da seguire per non intaccare l'onore del partito. Lo fece, sottolineando il reale significato del congresso di Lipeck, completamente frainteso da Gol'denberg, e la distinzione tra il Partito social-rivoluzionario russo e l'organizzazione della Narodnaja volja. Il Congresso aveva delineato lo scopo del programma, che era il passaggio del potere al popolo, discusso circa i mezzi da usare per realizzare il fine, i quali solo per una necessità dovuta alla repressione governativa imponevano la via rivoluzionaria, con la lotta diretta contro lo Stato e i suoi funzionari, perché altrimenti avrebbero condotto una battaglia pacifica e ideologica per attuare il socialismo. Il regicidio era uno dei mezzi di lotta rivoluzionaria e al Congresso era stato uno dei tanti temi discussi, non certo l'unico, come la ricostruzione fatta da Gol'denberg aveva lasciato credere alla Corte. Il vero elemento politico caratterizzante il Congresso era stato la nascita di Narodnaja volja.

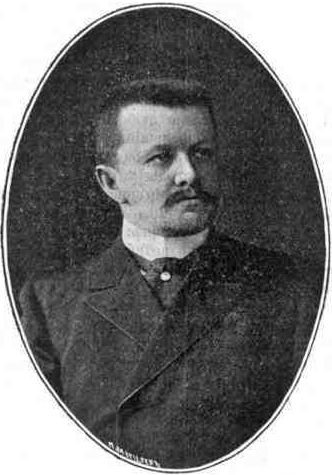
Nikolaj Murav'ëv verso la metà degli anni '90

Il Partito social-rivoluzionario era un aggregato di tutti i gruppi socialisti e non poteva essere ricondotto tutto a Narodnaja Volja, organizzazione che, essa sola, contemplava il regicidio come mezzo riconosciuto di lotta, perciò tale imputazione non poteva colpire ogni socialista indiscriminatamente. Era altresì opportuno distinguere il concetto di partito dal concetto di organizzazione. Il partito rappresentava un insieme di individui uniti dalla stessa opinione, non legati l'uno all'altro da obblighi reciproci. L'organizzazione, oltre alla condizione irrinunciabile di condividere la stessa opinione, presupponeva lo starsene appartati, una compattezza a tutta prova e un affiatamento assoluto. Il partito conteneva l'organizzazione, ma quest'ultima si esauriva chiaramente in sé stessa. Il partito — concluse Michajlov — era "солидарность мысли, организация — солидарность действия" ('comunione del pensiero; l'organizzazione, comunione dell'azione').
Il verdetto, reso noto nella tarda serata del 15 (27) febbraio, condannava Michajlov e altri nove alla pena capitale: Murav'ëv aveva chiesto la morte per tutti, con l'eccezione del collaboratore Merkulov. 
Subito dopo il processo, gli fu concesso di incontrare i parenti: la cugina, i fratelli Kleopatra e Mitrofan, nonché la zia Anastasija. Non rivide più i genitori dopo l'arresto e mai la sorella Anna.
Il 25 febbraio (9 marzo) 1882, lo zar commutò la pena di morte nei lavori forzati a vita per tutti, con l'esclusione di Suchanov, ex tenente della flotta di stanza nel Baltico, che fu fucilato il 19 (31) marzo 1882 a Kronštadt. Tra la fine di febbraio e i primi di marzo fu trasferito nuovamente nella Fortezza, e qui, tra il 18 e il 20 marzo, fu raggiunto dalla notizia della grazia, quando ne diede notizia in lettera ai genitori. Non è ciò che avrebbe voluto: "Смерть же много лучше прозябания и медленного разрушения" ('La morte è molto meglio della vita vegetativa e del lento disfacimento'), aveva scritto ai compagni appena concluso il processo, unendo a questa riflessione molte altre considerazioni, nella certezza dell'imminente esecuzione. Consegnò ai compagni i suoi ultimi desideri in merito alla perpetuazione del ricordo di chi era morto per la causa, alle future attività dell'organizzazione, e una sorta di testamento nel quale indicava le norme di comportamento da tenere per propria sicurezza e nei rapporti interpersonali perché il lavoro rivoluzionario potesse svolgersi in armonia e dare a ciascuno la più completa realizzazione personale.

### Il pensiero politico

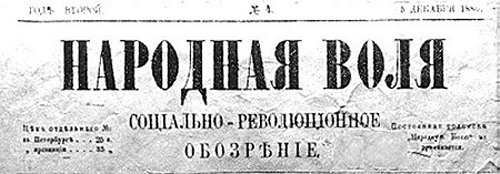
Il quarto numero del mensile «Narodnaja Volja», 5 (17) dicembre 1880

Il pensiero politico di Michajlov, quale è venuto delineandosi in occasione della lunga dichiarazione scritta resa agli inquirenti prima del processo, rispecchia le opinioni espresse nel giornale del partito. La lotta che era stata intrapresa aveva delle ragioni precise, un'urgenza immediata e uno scopo determinato. L'origine della lotta era nell'oppressione dello Stato e nella passività della società civile. C'era un'eccessiva ingerenza dello Stato negli affari dell'obščina, un'istituzione ormai privata di qualsiasi contenuto e ridotta a una riserva di uomini da spedire al fronte. Lo Stato non poteva reggersi «se non schiacciando completamente ogni pensiero, se non distruggendo tutti gli organi in cui si esprime la volontà del popolo, se non col terrore». Tutta la politica governativa era pensata al fine di impoverire le masse, «togliendole ogni possibilità di lottare contro lo sfruttamento», e di annichilirle moralmente, portandole «alla miseria civile e politica», alla completa demoralizzazione e al soffocamento di ogni vitalità
Non che l'apatia dilagasse solo tra i contadini. Essa era un male comune alla stessa intelligencija, che pure aspirava alla libertà ed era orientata verso il socialismo, e alle classi privilegiate, svuotate di ogni energia e pensiero dal secolare accentramento di tutti i poteri nella divina persona dello zar. In Russia non c'erano forze sociali in grado di opporsi al sovrano ad eccezione del popolo, il quale non insorgeva forse per fatalismo, per una profonda sfiducia nella possibilità di riuscire a cambiare la propria triste sorte. L'autocrazia sapeva perfettamente di essere fragile e che alto era il rischio di dissoluzione cui la esponeva il mantenimento del potere assoluto, e cercava ora un appoggio nella borghesia, una realtà sociale da essa artificiosamente creata, più che il naturale esito del modo di produzione capitalistico. Questo era un fatto gravissimo che imponeva ai rivoluzionari di agire con tempestività. La borghesia, infatti, una volta che si fosse radicata nel tessuto sociale, avrebbe tenuto il popolo schiavo con più metodo di quanto non riuscisse a fare lo Stato, incapace d'andare oltre la repressione, con il carcere e la forca. Ma fino a quel giorno, l'eventuale conquista delle libertà civili non avrebbe avvantaggiato altri che i contadini e gli operai, e non, come era accaduto in Occidente, la borghesia. In generale, la stessa dottrina socialista, così come s'era strutturata nei paesi di avanzato sviluppo capitalistico, pur restando intatto l'impianto ideologico di fondo, trasposta in Russia, doveva tener conto della diversa realtà socio-economica.

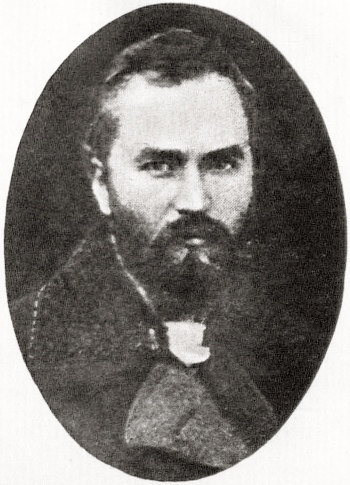
Aleksandr Michajlov

Scrive al riguardo Michajlov: "Три четверти его богатства заключаются в продуктах производительной силы земли, девять десятых числа рабочих рук обращено на возделывание ее, с ней связано счастье семидесяти миллионов. Земля для русского рабочего есть главное средство существования, главное орудие труда. Одно из главных стремлений социалистов составляет переход орудий труда в руки рабочего. В этом смысле переход земли, как главного орудия труда, в руки крестьянина вполне соответствует желаниям социалистов, но так как земля не только главное орудие, но и почти единственное в России, где заводская и фабричная промышленность еще в зародыше в сравнении с западными государствами и где она еще не создает пролетария, а только привлекает руки, временно свободные от земледелия, не отрывая их навсегда от деревни, то при таких условиях экспроприация земель в пользу народа составляет великую задачу Социально-Революционной партии, пред которой умолкают теоретические соображения, имеющие значение на Западе, в стране капиталистического машинного производства"  ('I tre quarti della nostra ricchezza sono il risultato della capacità produttiva della terra; i nove decimi dei lavoratori sono occupati nella sua coltivazione, da essa dipende la felicità di settanta milioni di persone. La terra è per il lavoratore russo la principale fonte di sussistenza, il principale strumento di lavoro. Una delle maggiori aspirazioni dei socialisti è il passaggio degli strumenti di lavoro nelle mani dei lavoratori. In questo senso, il passaggio della terra, in quanto principale strumento di lavoro, è in linea con il programma dei socialisti, ma dal momento che in Russia, dove la fabbrica e l'industria sono ancora nella loro infanzia rispetto ai paesi occidentali, e dove non creano proletariato, ma attirano solo manodopera temporaneamente libera dall'agricoltura, senza strapparla per sempre dalle aree rurali, non è solo il principale strumento di lavoro, bensì quasi l'unico. In questa situazione, l'esproprio delle terre a beneficio del popolo è il grande obiettivo del partito social-rivoluzionario, davanti al quale ammutoliscono le considerazioni teoriche che hanno un peso in Occidente, nei paesi della produzione industriale capitalistica').
Appena concluso il processo scrisse ai compagni che in Russia esisteva "одна теория, одна практика: добиться воли, чтобы иметь землю, иметь землю и волю, чтобы быть счастливым" ('solo una teoria, solo una prassi: conquistare la libertà per avere la terra; conquistare la terra e la libertà per essere felici'). Gli ideali socialisti dovevano quindi essere accantonati perché irrealizzabili senza la preventiva conquista delle libertà di voto, di stampa, di associazione, di parola. Solo quando il popolo fosse stato padrone del proprio destino, sarebbero stati raggiunti i traguardi più ambiziosi. Michajlov era persuaso che l'organizzazione avrebbe dovuto concentrare ogni sforzo per scatenare la rivoluzione politica, e che allo scopo fosse sufficiente un pugno di uomini, un centinaio, di provata fede e decisi, tenuti alla massima osservanza dei principi cospirativi e guidati dal Comitato esecutivo. La rivoluzione socialista sarebbe stata una conseguenza di quella politica e l'avrebbe fatta il popolo. Il Partito aveva sempre e solo cercato di mettere gli interessi del popolo al di sopra di quelli dell'autocrazia, e all'inizio lo aveva fatto con mezzi pacifici, nella convinzione che il socialismo in Russia poteva radicarsi in terra russa se forgiato dallo spirito russo, in accordo con le aspirazioni e le necessità dei lavoratori. Ma alla repressione del governo, che aveva risposto ai mezzi pacifici con il terrore bianco, i rivoluzionari dovettero rispondere con il terrore rosso, conseguenza del primo, perché l'alternativa era la rinuncia alla difesa del popolo e alle proprie convinzioni.
Il terrore continuava a restare l'unico mezzo di lotta per i rivoluzionari e Michajlov fino alla fine ne fu un assertore. Il 12 (24) febbraio, nel bel mezzo del processo, aveva scritto ai compagni: "Успех, один успех достоин вас после 1 марта. Единственный путь. — это стрелять в самый центр. На очереди, оба брата 3, но начать надо с Владимира. При политической свободе кажется, лучше перейти на путь идейной борьбы. Но до нее — одна цель. И вы, дорогие, уже научились попадать в нее. К свободе — одна преграда: два брата. Более, думаю, препон не встретите" ('Il successo, solo il successo è degno di voi dopo il 1º marzo. L'unico modo è colpire al centro. La priorità va ai due fratelli, ma occorre cominciare da Vladimir. Con le libertà politiche, sarà meglio passare alla lotta ideologica. Ma prima di questo, un bersaglio ancora. E voi, cari, avete ormai imparato a colpire al centro. Per la libertà c'è un ostacolo: i due fratelli. Più oltre, a mio avviso, non si incontreranno impedimenti').

### La morte

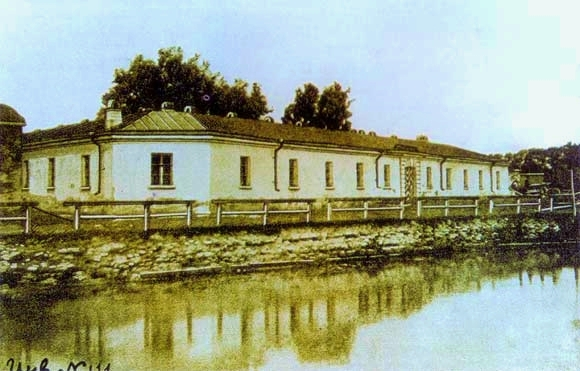
Il rivellino di Aleksej in un'immagine del 1880

Il 20 marzo (1º aprile) 1882, Alessandro III firmò il decreto che ordinava la reclusione a vita nella fortezza di Pietro e Paolo, e il 26 marzo (7 aprile) il Dipartimento di polizia con ordine segreto fece trasferire i dieci che erano stati graziati nel sinistro rivellino di Aleksej, un piccolo edificio circondato da un muro, organizzato in modo da provocare una morte lenta. Le celle erano umide e buie. Le finestre non presentavano aperture ed erano state imbiancate, cosicché non filtrava né aria né luce. Il pavimento era reso scivoloso dalla muffa e sulle pareti strisciavano porcellini di terra della lunghezza di un dito mignolo. Il cibo era scarso e ripetitivo: pane con vermi e persino centopiedi; acqua calda per colazione e cena, al posto del tè; la stessa acqua calda con foglie di cavolo, al posto del pranzo; o, in alternativa, una sorta di pappa fatta con grano saraceno, — miglio, la domenica — sempre fredda e condita con mezzo cucchiaino di grasso animale, sostituito il mercoledì e il venerdì da olio vegetale. Inoltre, i prigionieri non potevano scrivere, ricevere visite, leggere libri, — se si eccettua la Bibbia —  e solo dopo cinque-sei mesi di detenzione, quando ormai erano tutti scorbutici, con le costole in fuori, le gambe gonfie come tronchi e i denti caduti, furono autorizzati a fare una passeggiata nel cortile della prigione della durata di quindici minuti, per respirare almeno un po' di aria fresca. In queste condizioni, oltre allo scorbuto, colpiva la tubercolosi, e questi due morbi uccisero, più o meno celermente, Barannikov, Kletočnikov, Langans, Kolodkevič e Tetërka, tutti coimputati al processo.

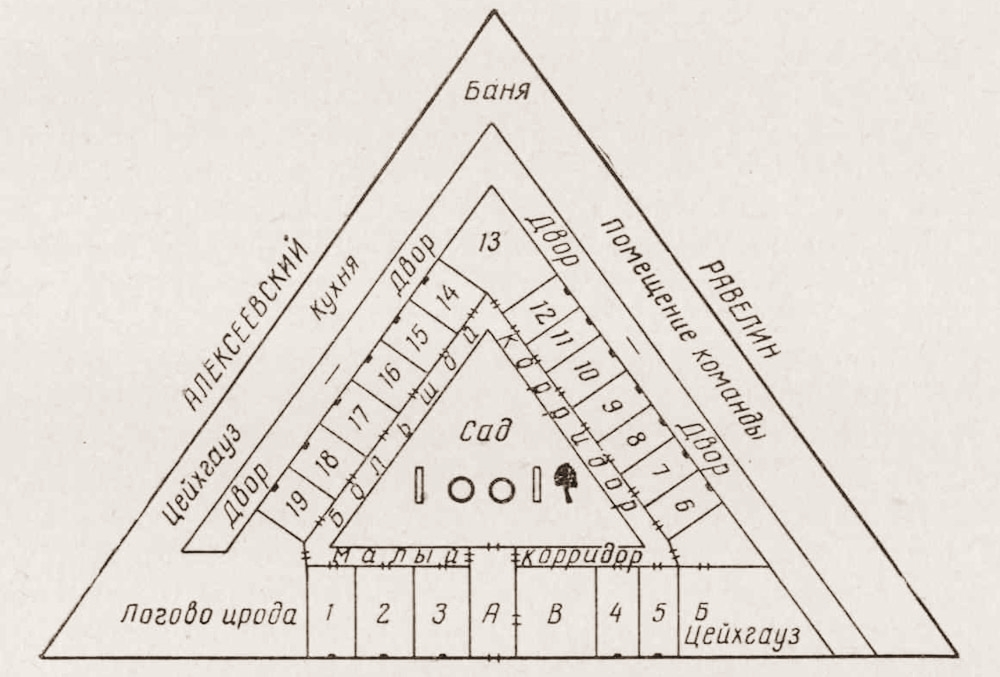
La pianta del rivellino di Aleksej, disegnata dal narodovolec Pëtr Polivanov (1859-1902). La cella № 1, dove fu recluso Michajlov, è affiancata a sinistra dalla "логово Ирада" ('tana di Erode'), cioè l'appartamento del sorvegliante Matvej Efimovič Sokolov, e a destra dalla cella № 2, che era vuota

Il destino di Michajlov fu anche più triste di quello dei suoi compagni. Il prigioniero della cella № 1 visse due anni meno dieci giorni in totale isolamento, confinato in un corridoio separato, privato della passeggiata in cortile e del conforto di comunicare col vicino di cella, battendo colpi sul muro, scambiando in tal modo qualche informazione cifrata o parola amichevole. L'unico contatto, indiretto, che ebbe con gli altri detenuti fu la lampada da lui posizionata ogni mattina davanti alla finestra, come cenno di saluto. La mattina del 18 (30) marzo 1884 la lampada non c'era. Stando al certificato medico, Michajlov morì a mezzogiorno per un edema polmonare bilaterale. Ma Michail Trigoni sostiene, da una conversazione avuta con il sorvegliante Sokolov, trasferito alla fortezza di Šlissel'burg, quando, nel 1884, il rivellino di Aleksej fu chiuso, che Michajlov non sia morto di morte naturale e che potrebbe essere stato ucciso o essersi suicidato. Fu segretamente sepolto, nella notte, al cimitero della Trasfigurazione. Sulla parete della cella lasciò scritto il verso di un inno composto da Nekrasov: "Господь, твори добро народу!" ('Signore, fa' il bene del popolo!')
(Appunti autobiografici in Korba-Figner, p. 55; traduzione in Venturi, p. 165.)